# Télégraphe optique prussien

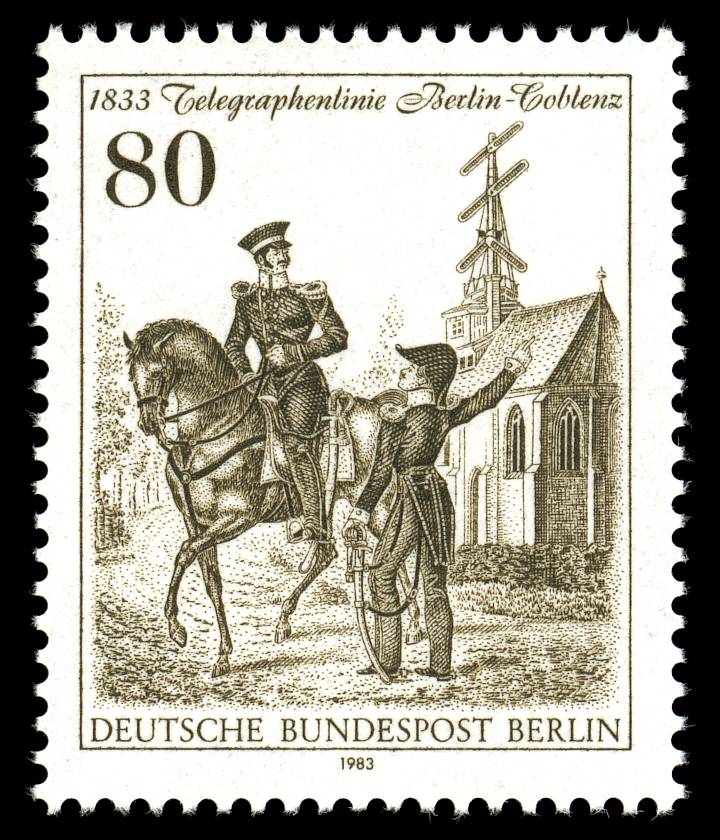
Timbre de Berlin de 1983 : Ligne de télégraphe Berlin-Coblence en 1833

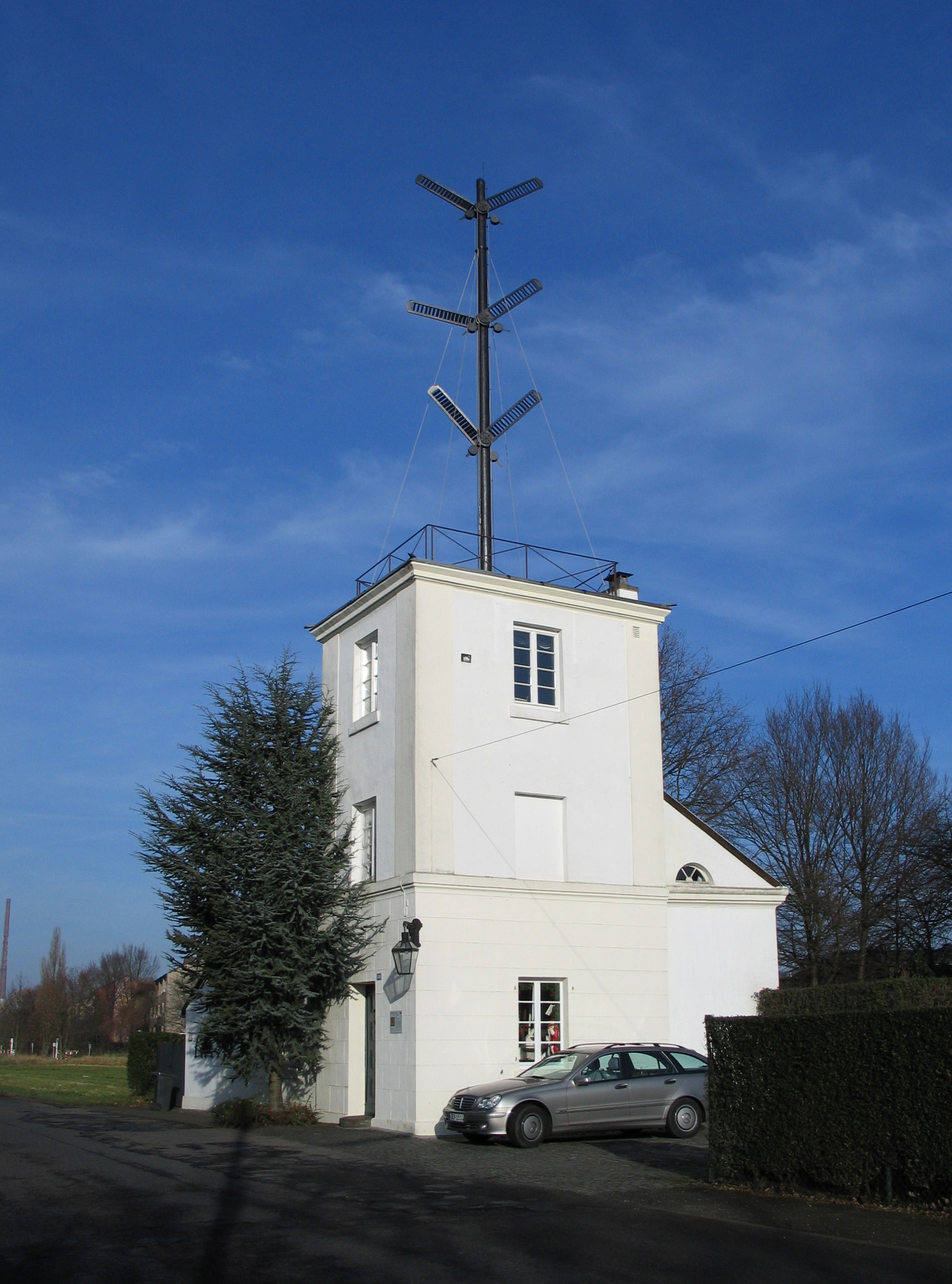
Station no 50 du télégraphe à Cologne (Flittard)

Le télégraphe optique prussien est un système de communication télégraphique entre Berlin et la Rhénanie, qui pouvait transmettre des messages administratifs et militaires au moyen de signaux optiques sur une distance de près de 550 km. La ligne télégraphique comprenait jusqu'à 62 stations télégraphiques, munies de mâts de signalisation portant chacun six bras mus par des cordes. Les stations étaient équipées de longues-vues avec lesquelles les télégraphistes lisaient les signaux spécialement codés d'une station émettrice, et ils les répétaient immédiatement à la suivante. Trois expéditions télégraphiques (bureaux d'envoi) à Berlin, Cologne et Coblence permettaient l'accueil, le chiffrement, le déchiffrement et la délivrance des dépêches officielles. Cette installation a été rendue superflue par l'introduction du télégraphe électrique. Même si l'on ne transmet plus de message par télégraphie optique, le principe reste utilisé dans l'alphabet sémaphore, et sous une forme très simplifiée dans les signaux ferroviaires mécaniques

## Contexte historique
À la construction de la ligne télégraphique prussienne, la technique de la télégraphie optique mécanique était connue depuis plus de 30 ans : sur la base de l'invention de Claude Chappe et de ses frères, elle était mise en œuvre en France depuis 1794 sur beaucoup de lignes télégraphiques. En Prusse, elle n'avait donné lieu qu'à des expérimentations, comme celle de Bergsträsser, effectuée avec les militaires.

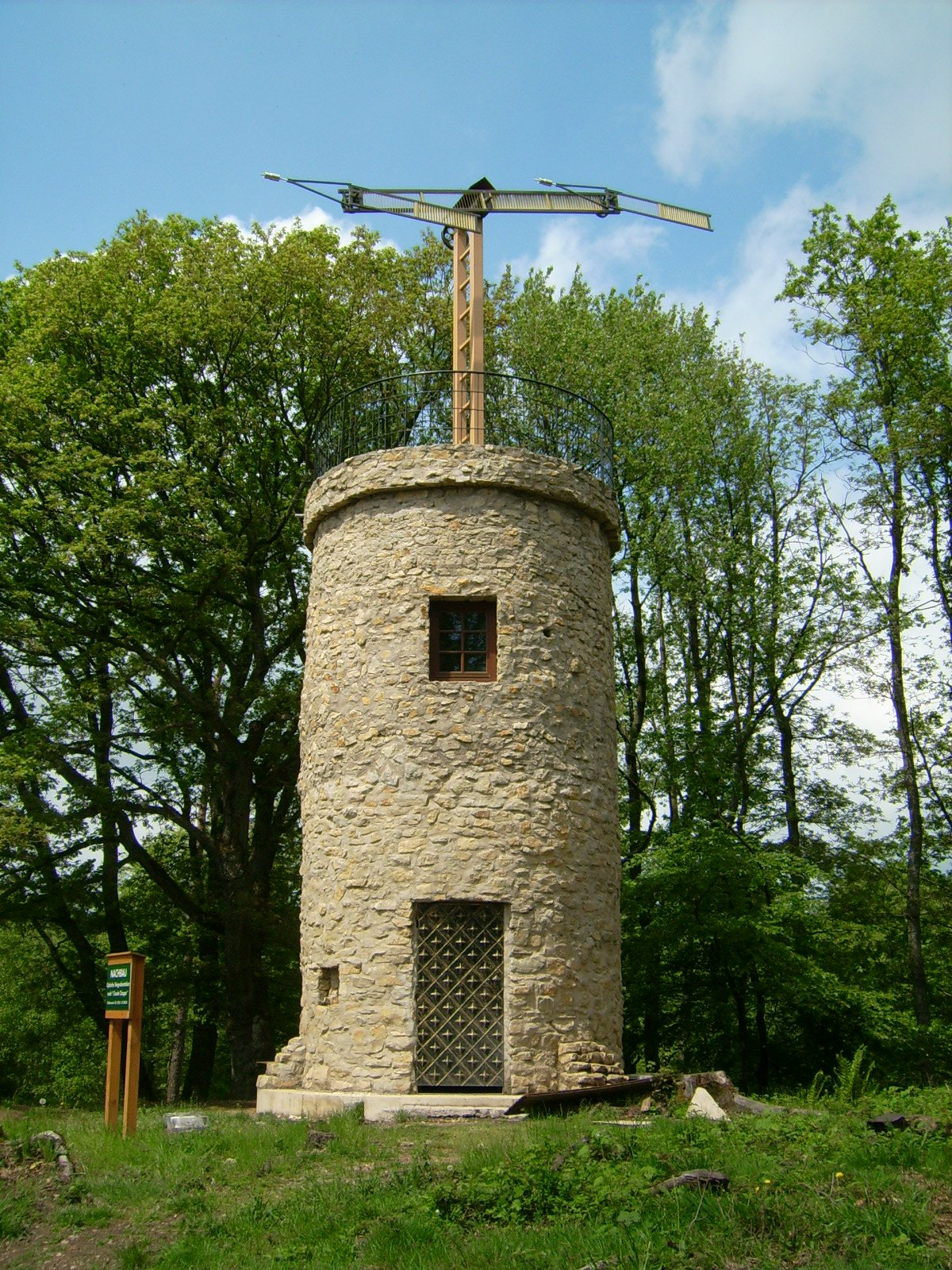
Reconstruction d'un télégraphe optique français selon Claude Chappe sur le Litermont, près de Lebach.

La Suède, le Danemark et l'Angleterre ont aussi mis en œuvre la télégraphie optique peu après, tandis qu'en Allemagne, les messages urgents étaient toujours transportés par estafettes. À la fin du XIXe siècle, les petits États ou parties d'États recouvrant le territoire allemand ne trouvaient pas d'intérêt à une technique de communication dépassant leur propre territoire de souveraineté, et les conditions politiques n'étaient pas réunies pour les accords ou unions nécessaires. Dans les États tels que la Suède, l'Angleterre ou la France, par contre, il n'y avait pas seulement la nécessaire union nationale pour un tel projet, mais ils étaient confrontés à des enjeux politiques, militaires et économiques, comme la sécurisation de grandes longueurs de côtes, le contrôle du transport maritime, ou la situation politique après la Révolution française, et par suite motivés pour la construction de réseaux de communications télégraphiques, et ils en étaient capables.
La Prusse, qui était alors le deuxième État allemand en surface, n'a pas vu de nécessité politique ou structurelle pour l'introduction de la télégraphie, jusqu'au nouvel ordre territorial découlant du congrès de Vienne en 1814/1815. Même après, la mise en œuvre des plans de construction d'une première ligne télégraphique a été retardée par la résistance des militaires prussiens conservateurs. À la rigueur, on n'envisageait en tous cas d'utiliser cette nouvelle technologie de la communication que dans le cadre d'une télégraphie de campagne mobile pour le cas de guerre. C'est justement la télégraphie de campagne qui avait été utilisée avec succès par Napoléon Bonaparte, ce qui suscitait l'intérêt des militaires.
Cependant, au début des années 1830, on se vit confronté à une situation de politique intérieure fragile dans les provinces prussiennes de l'ouest : les libéraux et les nobles rhénans s'opposaient à l'administration d'État de Berlin, renforcés dans leur désir de Constitution par la révolution de Juillet française et la révolution belge de 1830. Dans cette situation, il est apparu aux militaires prussiens de plus en plus insatisfaisant d'avoir à envoyer les dépêches d'État urgentes à la faible vitesse d'estafettes montées, ce pourquoi les avocats d'une ligne de télégraphie fixe de Berlin à Coblence via Cologne finirent par imposer leurs vues.

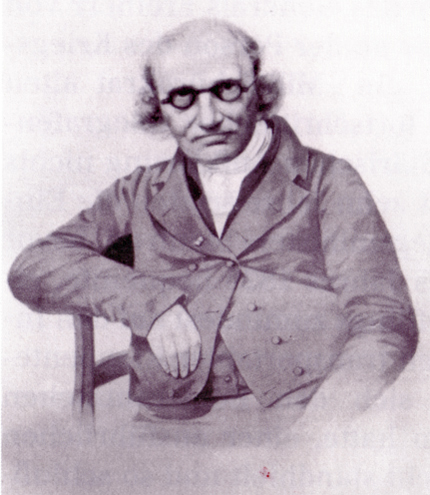
Carl Philipp Heinrich Pistor

L'idée technique et l'initiative de construire la plus longue ligne de télégraphie d'Europe centrale alors sont venues du Conseiller privé berlinois en matière de postes Carl Philipp Heinrich Pistor, qui présenta en décembre 1830 un mémorandum à l'État-major général sur le projet d'édification d'une ligne de télégraphie dens les États royaux prussiens. La construction de l'appareil de télégraphie de Pistor s'inspirait des appareils de l'Anglais Barnard L. Watson, qui à son tour se basait sur le Second Polygrammatic Telegraph de William Pasley, un mât avec six bras télégraphiques de 1810. Pistor a repris le principe des six bras, mais retravailla à fond la mécanique de la construction. En outre, son atelier développa les longues-vues nécessaires au fonctionnement, qui seront ultérieurement encore produites par Pistor. La construction de l'installation a finalement été ordonnée par une décision du cabinet du 21 juillet 1832,.
L'installation prussienne est restée le seul télégraphe optique d'État sur le sol allemand. Entre 1837 et 1850, la marchand Johann Ludwig Schmidt d'Altona fit fonctionner un télégraphe optique entre l'estuaire de l'Elbe à Cuxhaven et Hambourg pour le service d'annonce des navires. Cette installation a été dirigée à partir de 1841 par Friedrich Clemens Gerke, un pionnier de la télégraphie. Schmidt ouvre aussi en 1847 un télégraphe optique entre Brême et Bremerhaven, qui cependant sera mise hors service en raison de la concurrence d'une ligne télégraphique électrique mise en fonction presque simultanément sur le même trajet.

## Construction et opération

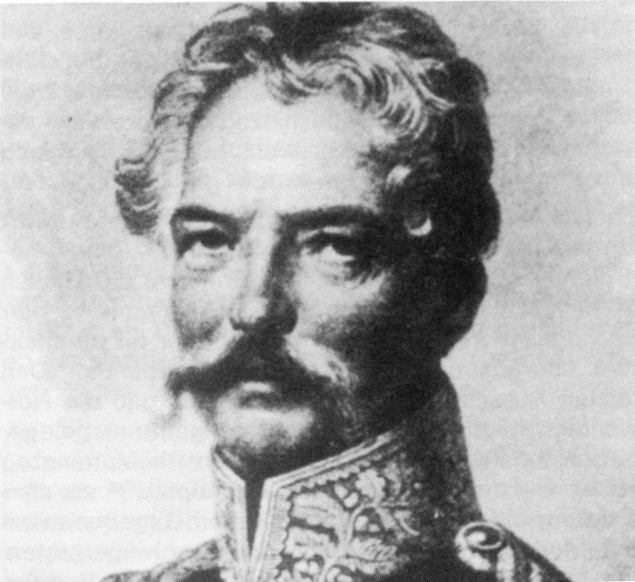
Général de division Franz August O’Etzel

La construction de l'installation relevait de la compétence des militaires prussiens, comme le fonctionnement ultérieur. C'est le major Franz August O’Etzel qui a dirigé la construction. Ce savant pharmacien et docteur en philosophie qui avait étudié à Berlin et Paris connaissait la Rhénanie, avec laquelle il s'était déjà familiarisé auparavant par des travaux d'arpentage. Outre la direction de la construction, il s'est occupé des codes et des méthodes nécessaires pour la correspondance télégraphique, et a écrit les livres de code de la ligne télégraphique. Finalement, il a dirigé le fonctionnement de l'installation comme « Directeur du télégraphe du royaume de Prusse. »

### Parcours
La ligne télégraphique partait du vieil observatoire astronomique de Berlin dans la rue Dorothée, c'était la station no 1. La première section de la construction de 14 stations a été terminée en novembre 1832. Le parcours passait par le Telegrafenberg à Potsdam et Brandebourg-sur-la-Havel et arrivait à Magdebourg.
Les emplacements des stations ont été choisis par O'Etzel lui-même. Il a pris en compte les bâtiments existants, comme le clocher de l'église de Dahlem (Station no 2), ou il a fait construire de hauts bâtiments ou tours.

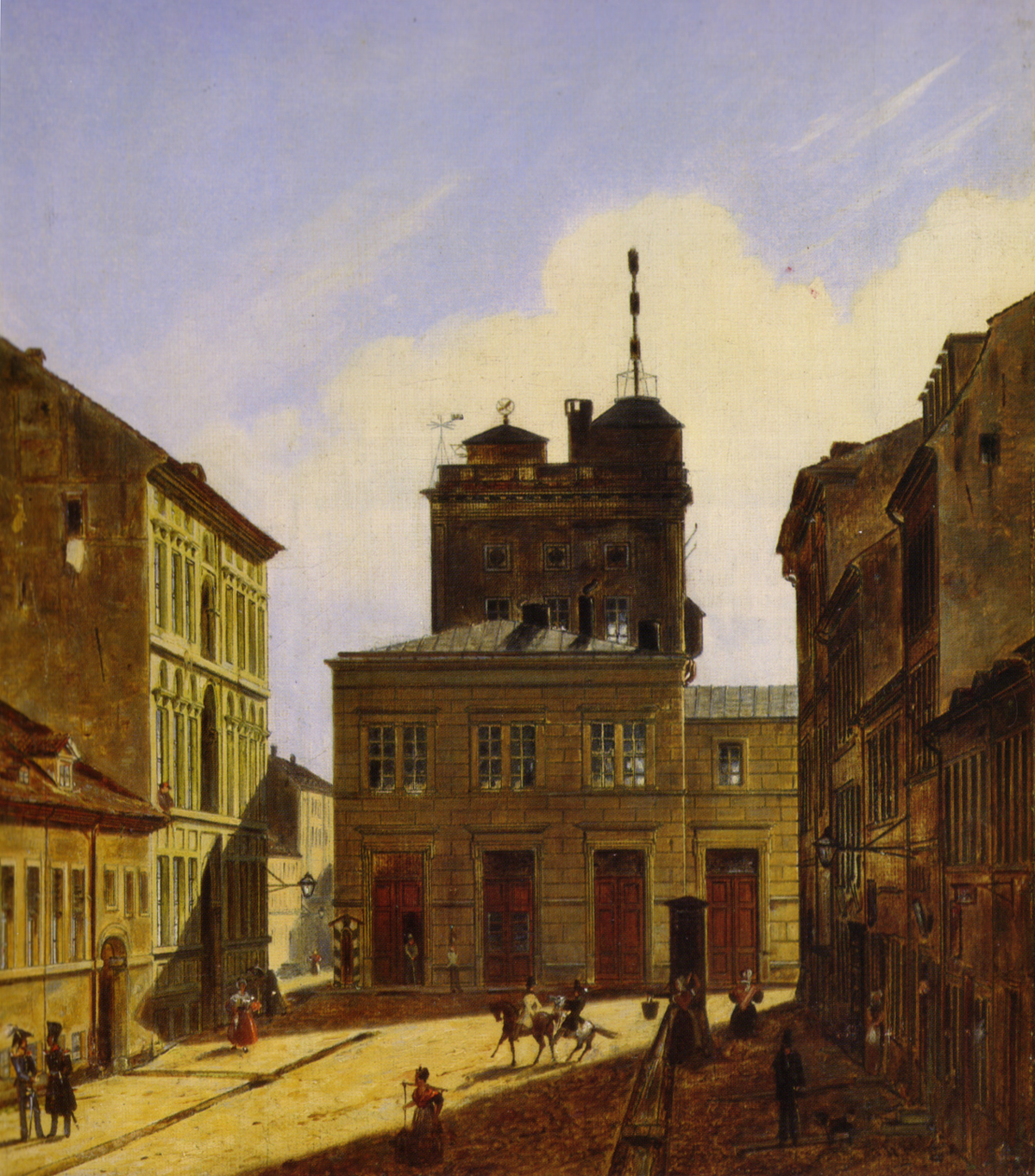
Station no 1 : Vieil observatoire astronomique de Berlin dans la rue Dorothée

Pour garantir le contact à vue le long du parcours, il a fallu étêter ou abattre des arbres en bien des endroits. Les exploitants français du télégraphe avaient fait l'expérience que les mâts de signaux ne se laissaient pas facilement voir ni lire sur la plupart des fonds fixes, mais par contre très bien sur le fond du ciel. C'est pourquoi on a construit autant que possible les stations prussiennes sur des sites élevés. Ces endroits ont été désignés souvent par l'expression Telegrafenberg (mont du télégraphe), par exemple à Glindow (Station no 5, ou à la station no 13, au sud-est de Biederitz). Comme l'accueil et la délivrance des dépêches télégraphiques n'étaient prévus qu'aux expéditions, aux deux bouts de la ligne, on n'a pas accordé d'importance à la liaison avec des bourgs ou des villes. Les stations du télégraphe se trouvaient souvent au dehors des régions habitées. La dernière station de la première section était installée sur l'église Saint Jean de Magdebourg.
Pour accélérer la deuxième section, la plus longue, de la construction entre Magdebourg et Coblence, le ministre des finances et celui de l'intérieur ont donné l'ordre à toutes les autorités locales subordonnées de coopérer sans restriction avec la direction de la construction, pour éviter les voies hiérarchiques et les polémiques fastidieuses. Quand un accord sur l'acquisition d'un terrain pour la construction d'une station de télégraphe n'était pas possible, on pouvait recourir dans le pire des cas à l'expropriation de personnes privées. La ligne passait au nord d'Egeln (château d'Ampfurth), Halberstadt, Goslar, Höxter vers la station no 31 à Entrup où après avoir traversé le Weserbergland devant Paderborn, elle obliquait vers le sud-ouest. Ensuite, elle passait côté sud le long de la ligne Salzkotten, Erwitte, Soest, Werl, Iserlohn, Hagen, Schwelm, Lennep et trouvait finalement par les stations de Schlebusch (no 49) et Flittard (no 50) un chemin vers Cologne. De là, le parcours allait sur la rive est du Rhin par Spich vers Ehrenbreitstein. La station no 60, intégrée dans la fortification d'Ehrenbreitstein formait la fin prévue du parcours. Après la fin de la construction et la mise en fonction en 1833, il ressortit cependant vite que la traversée du Rhin en bac vers Coblence centre représentait un retard appréciable dans le trafic télégraphique, que l'on ne pouvait supprimer que par un allongement de la ligne vers une station terminale à Coblence. On plaça cette station no 61 la même année sur le château des Princes-Électeurs, alors utilisé comme caserne, avec des pièces pour l'administration de la partie occidentale de la ligne.

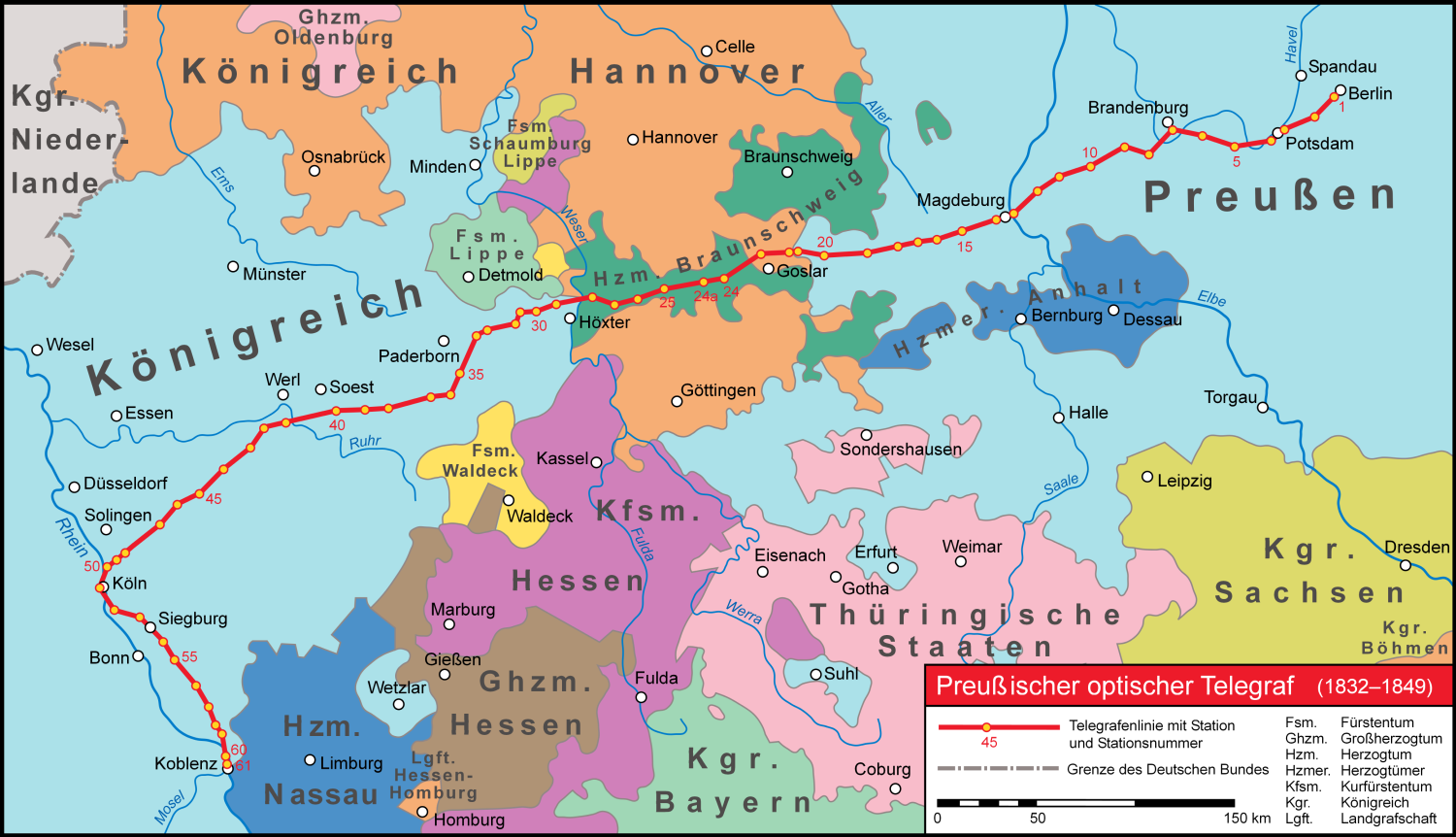
Parcours de la ligne du télégraphe (voir détail des stations)

Avec les deux stations de Schladen (no 22) et du Stofenberg près de Liebenburg-Lewe (no 23), la ligne passait un peu à travers le territoire du royaume de Hanovre. Les stations no 24–28 étaient sur le territoire du duché de Brunswick. Les négociations sur l'achat ou le bail des terrains et la construction des stations ont eu un rapide succès.

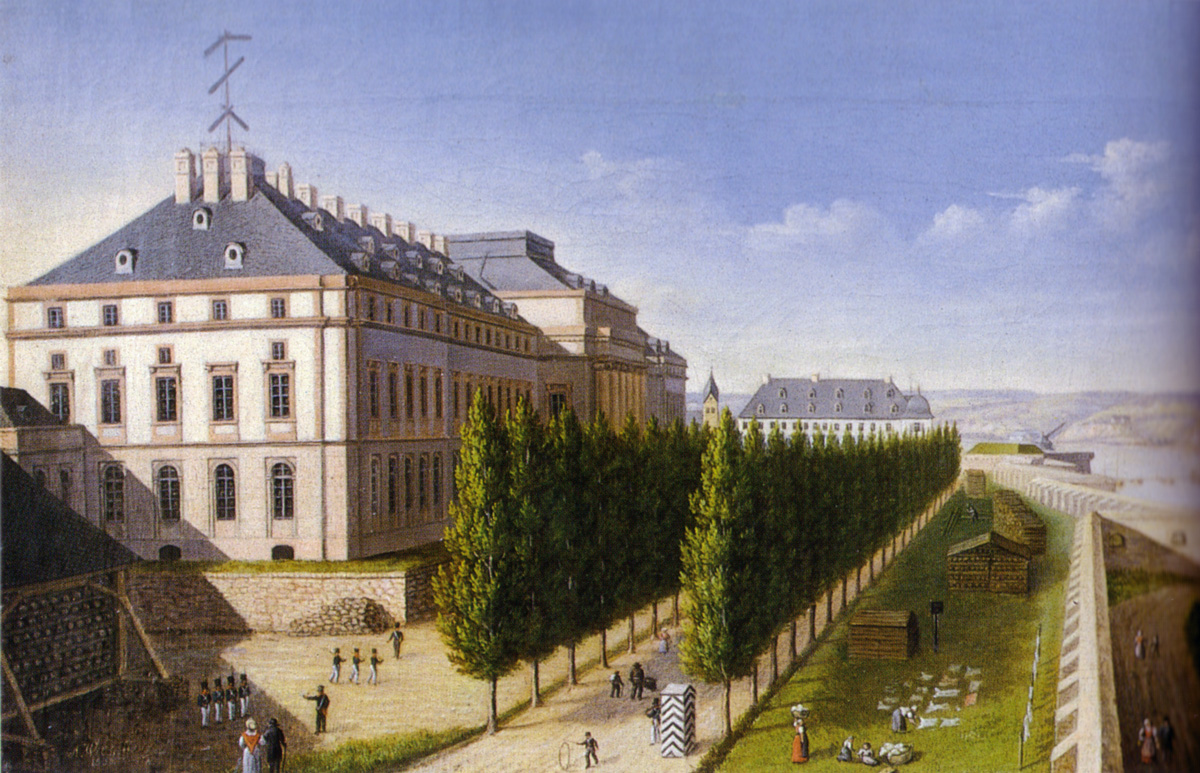
Station de fin de la ligne du télégraphe sur le château des Princes-Électeurs à Coblence

Par un écartement plus grand des distances entre les stations no 23, 24 et 25, on a essayé d'économiser deux stations sur le territoire du Brunswick. Au bout d'un an d'exploitation, on a constaté que la plus grande distance conduisait par mauvais temps à de nombreuses interruptions du contact visuel. Ce n'est qu'en 1842 que ce problème a été résolu par la construction d'une station intermédiaire, la no 25a près de Mechtshausen. La ligne comprenait ainsi 62 stations. Elles étaient en moyenne à 9 km de distance, avec un maximum de 15 km et un minimum de 7,5 km.
Au début, il n'y a eu qu'un bureau d'expédition, à chaque bout de la ligne - Coblence était le siège du président de la Rhénanie et la centrale occidentale du système de défense prussien. Dans la ville de Cologne, avec environ 95 000 habitants, clairement plus grande et plus importante économiquement aussi bien que pour les techniques du transport, on ne pouvait ni recevoir ni envoyer de dépêches. Les dépêches d'Angleterre ou de Belgique qui arrivaient à Cologne devaient être transmises d'abord par estafette à Coblence, et de là télégraphiées vers Berlin via Cologne, ce qui les retardait d'une journée. C'est pourquoi on a finalement ouvert en 1836 un troisième bureau d'expédition à la station du télégraphe de Saint Pantaléon à Cologne.

Représentations contemporaines de stations de la ligne du télégraphe
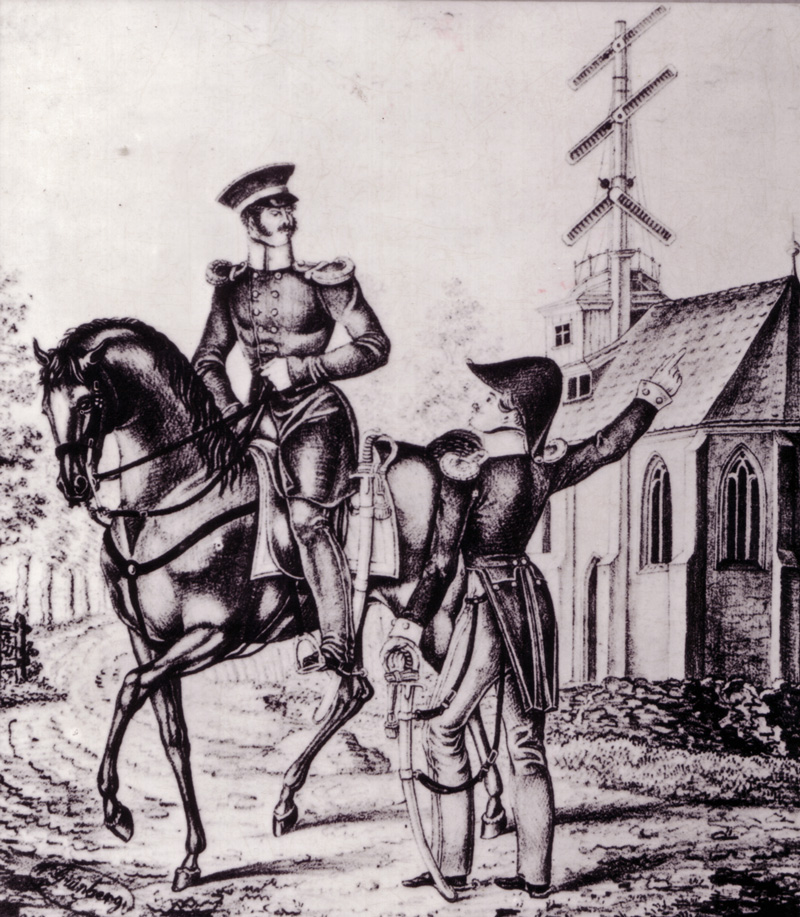
Station no 2 : Clocher de l'église du village de Dahlem
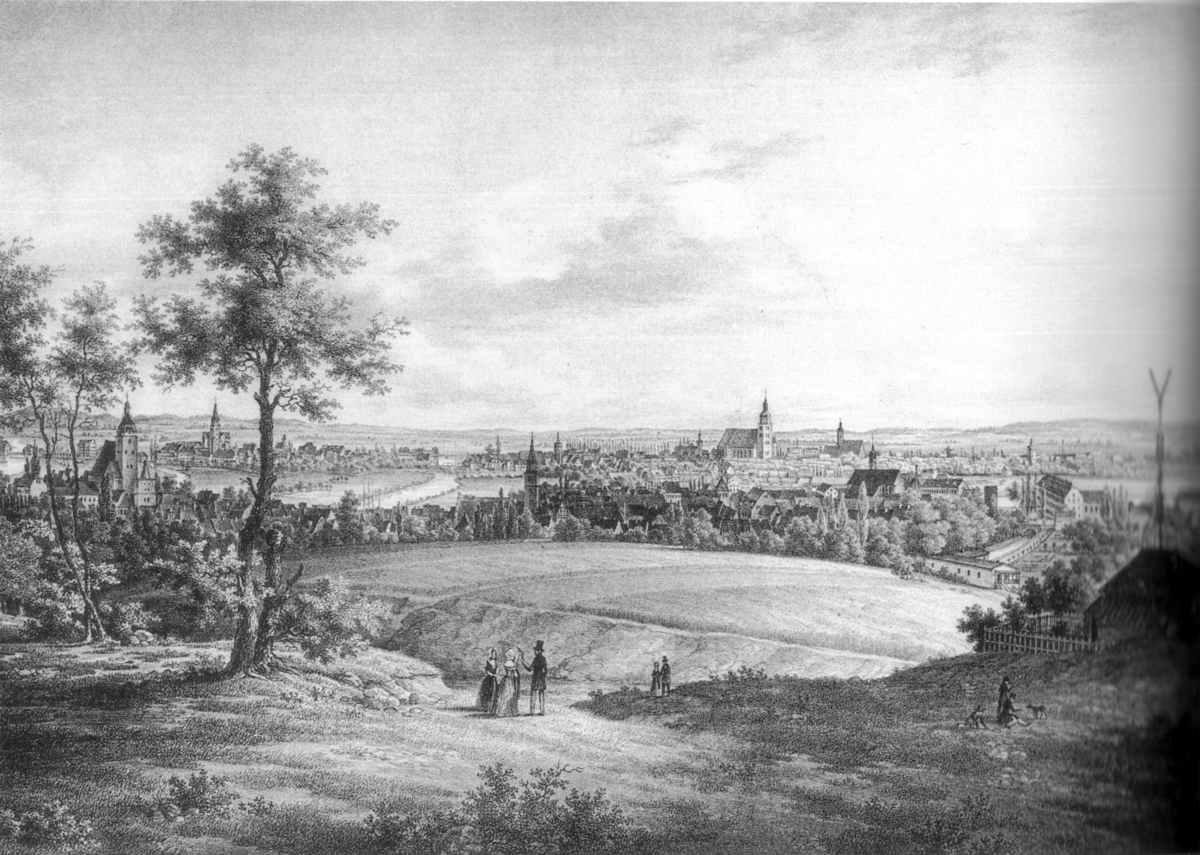
Station no 7 : Marienberg, Brandebourg
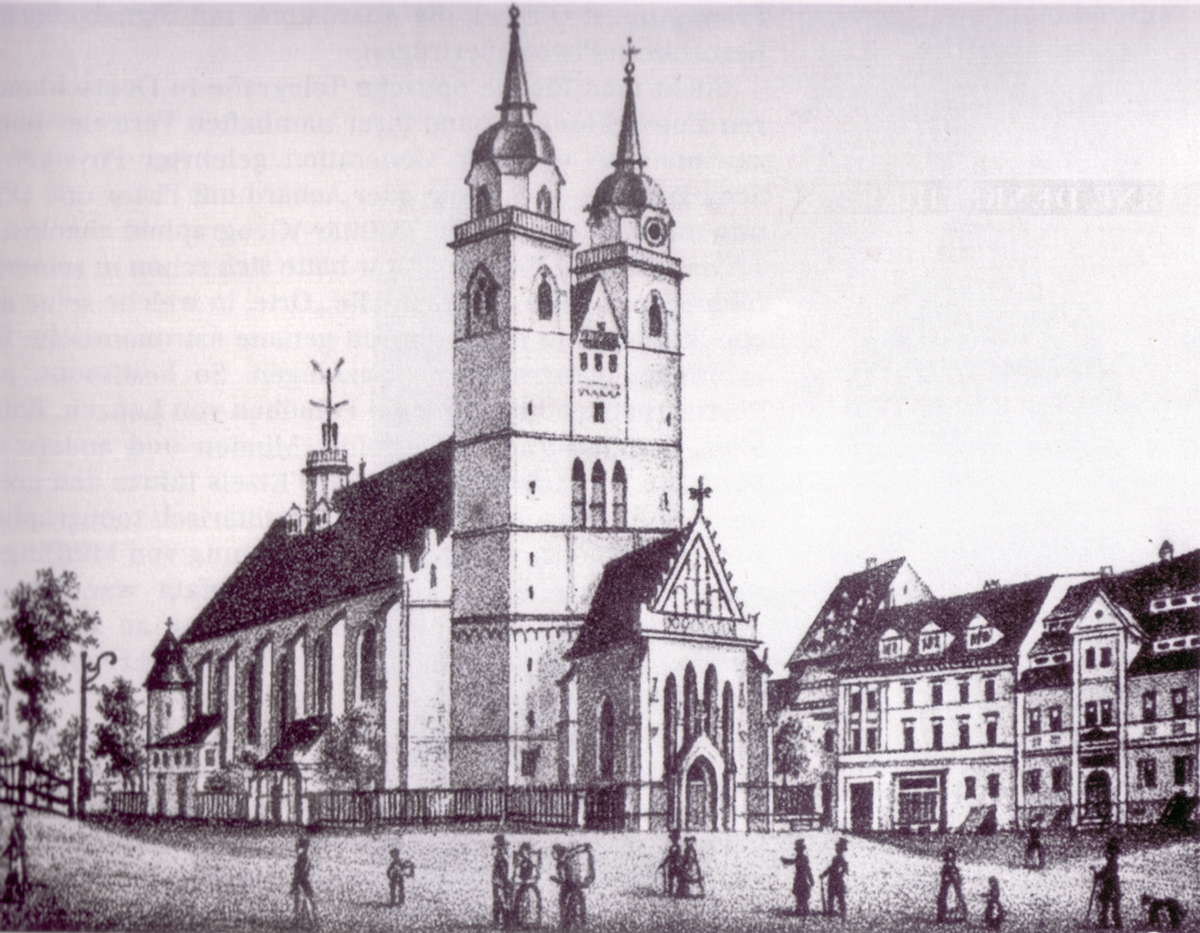
Station no 13 : St. Jean à Magdebourg
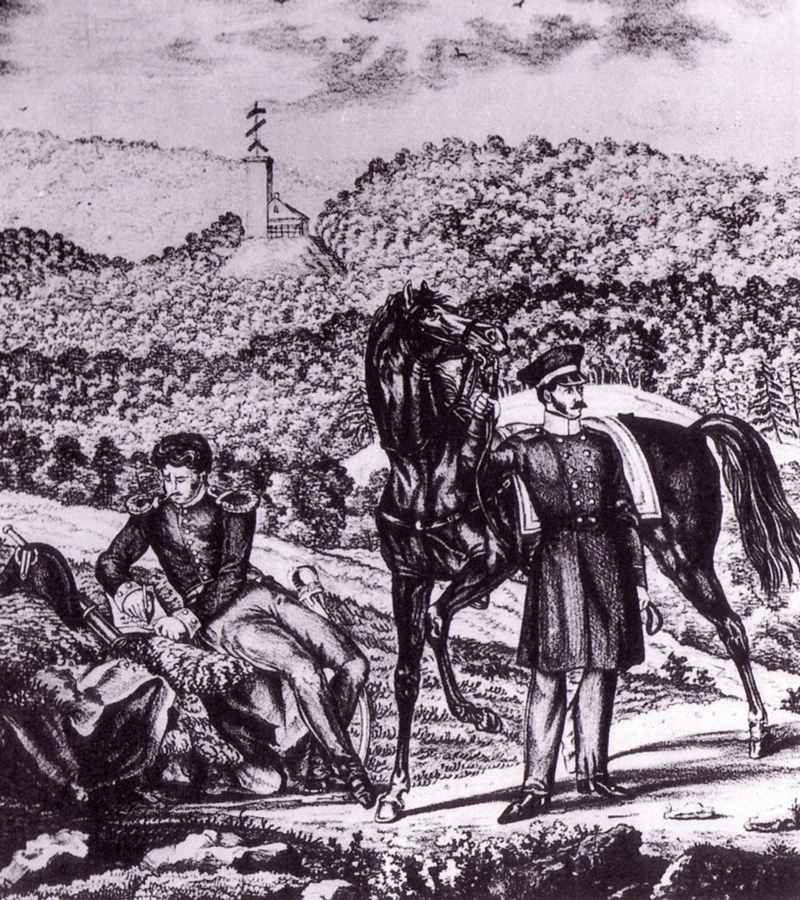
Inspection de la station no 42 à Menden

### Stations

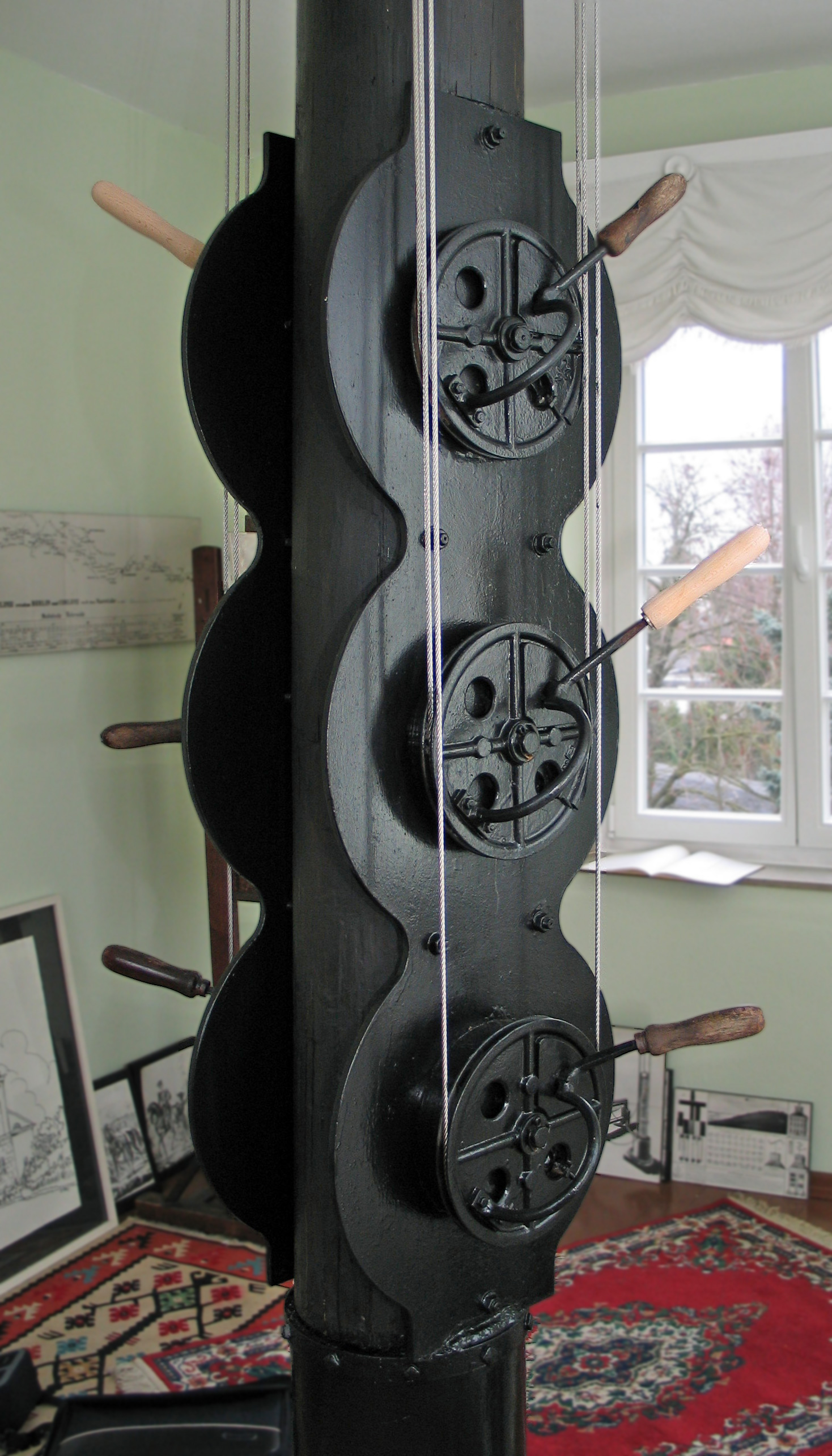
Leviers de commande reconstruits sur le mât de la station de Köln-Flittard

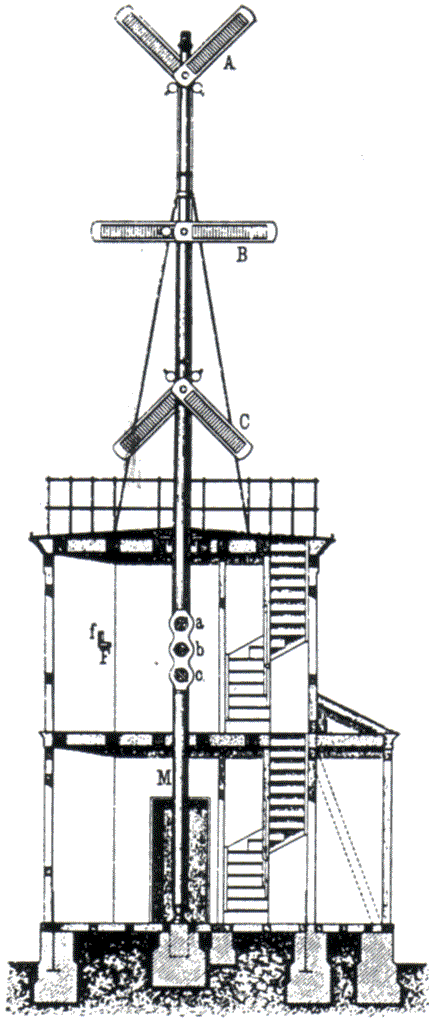
Coupe longitudinale d'une station télégraphique (no 60, Ehrenbreitstein). En bas du mât se trouvent les leviers de commande. La désignation des étages A, B et C est en réalité inversée.

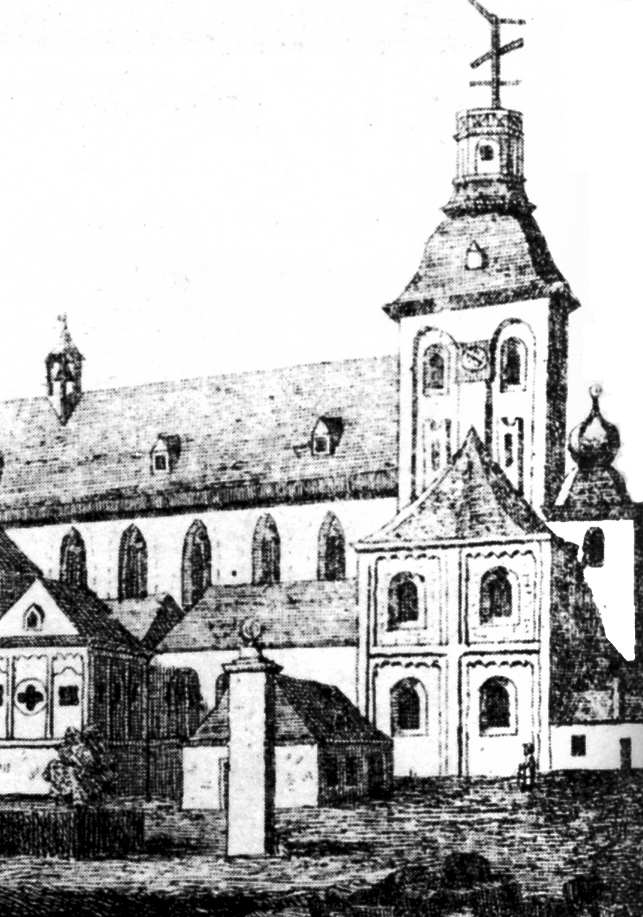
Représentation contemporaine de la station sur l'église Saint Pantaléon, Cologne

L'élément fonctionnel commun à toutes les stations télégraphiques était le mât rond en bois résineux d'environ 6,30 m au-dessus de la salle d'observation. Il portait six bras télégraphiques, aussi nommés indicateurs, et il supportait aussi les cordes de commande. Le mât et les cordes de commande passaient à travers le toit de la salle d'observation avec des dispositifs spéciaux d'étanchéité contre la pluie. Le mât était fixé au sol de la salle d'observation avec un anneau en fonte, et aussi à l'ouverture en toit. Entre les deux paires d'indicateurs supérieures, il y avait un anneau sur lequel quatre perches de tempête étaient fixées, ancrées aux coins du toit de la station ou de la tour. Ces perches conféraient une stabilité supplémentaire au mât.

#### Indicateurs et leur commande
Les indicateurs mobiles étaient suspendus avec des contrepoids, pour garantir une mise en place facile. Les bras mesuraient 1,74 m × 0,33 m. Actuellement, il ne reste que deux indicateurs originaux, exposés au musée d'Ummendorf dans la Magdeburger Börde ainsi qu'au musée de la communication de Berlin. Ces indicateurs permettent de conclure, comme les dessins de construction conservés, que les bras du télégraphe consistaient en un cadre en bois muni au centre de persiennes en bois ou en tôle, pour présenter moins de résistance au vent.
La commande du système se trouvait à la partie inférieure du mât, dans la salle d'observation. Les indicateurs étaient commandés par six leviers de commande placés les uns au-dessus des autres par paires, leur position et leur orientation correspondant à la disposition en trois étages des bras en haut du mât. La liaison avait lieu au moyen de cordes de chanvre, puis de fils de fer. Les leviers pouvaient s'arrêter sur quatre positions correspondant exactement aux orientations prévues des bras : 0° (le bras pend le long du mât), 45°, 90° et 135°, toujours par rapport au mât.

#### Longues-vues
Chaque station disposait de deux longues-vues pour l'observation des stations télégraphiques voisines. Il s'agissait soit de modèles anglais, longues-vues de l'atelier de Pistor, ou surtout sur la section entre Cologne et Coblence, de modèles de l'opticien Georg Merz de Munich. Le grandissement est estimé actuellement de 40 à 60 fois. Il existait des instructions très précises, comme pour les autres éléments techniques de chaque station pour la conservation, l'utilisation et l'entretien des longues-vues. Rien que pour les longues-vues, il y avait douze paragraphes.

#### Horloges des stations
Pour toute la ligne du télégraphe, c'était « l'heure de Berlin » qui était adoptée. Elle était télégraphiée de Berlin au moins tous les trois jours pour la synchronisation de toutes les stations. Dans chaque station était accrochée comme horloge de la station une horloge de la Forêt-Noire avec sonnerie. Le processus de synchronisation était déjà annoncé une heure à l'avance par un signal indiquant aux employés du télégraphe d'observer continuellement la station voisine en direction de Berlin à l'heure de la synchronisation, et de réémettre le signal de temps sans délai. Arrivé à Coblence, le signal était immédiatement renvoyé pour confirmation en direction opposée. Par bonnes conditions de visibilité, un signal horaire prenait moins de deux minutes de Berlin à Coblence aller-retour. La différence de temps dans le cadre de cette procédure de synchronisation était donc moins d'une minute.

#### Types de construction
Dans la mesure où les stations de télégraphe n'étaient pas intégrées dans des bâtiments existants, il fallait construire cinq types de base différents de bâtiments pour les stations, entre lesquels on choisissait et variait selon la position, les besoins attendus pour le fonctionnement, et des idées du directeur des constructions de la garnison chargé de la construction : 
- 1 - Des maisonnettes pour la station ont été édifiées avant tout dans la première section construite. Elles servaient exclusivement comme lieu de travail pour deux télégraphistes.
- 2 - Des tours pour station, de plans comparables, offraient de même uniquement de l'espace pour l'exercice du service télégraphique. Elles provenaient de maisonnettes pour la station, qui avaient été rehaussées pour éviter les perturbations de la vue par la turbulence de l'air à proximité du sol, ou bien elles étaient immédiatement construites avec plusieurs étages pour dépasser les obstacles.

Avant tout dans la deuxième section de construction, des appartements pour les télégraphistes et leurs familles ont été inclus dans la construction, parce que de nombreuses stations étaient construites hors des agglomérations, et l'on voulait éviter de longs temps de trajet vers le travail, ainsi qu'une séparation des employés et de leur famille. Les bâtiments d'habitation disposaient en règle générale de deux pièces de vie, de deux cuisines et de plusieurs chambres, puisque deux télégraphistes y vivaient. Un jardin était souvent attribué à ce type de stations, pour servir au ravitaillement des personnes qui y vivaient. Les stations avec des bâtiments d'habitation appartenaient aux : 
- 3 - Type « Maison-tour », avec une tour fermée, intégrée au bâtiment (comme à Flittard, v. illustration au début de l'article),
- 4 - Type « Toit en selle » avec une tour accolée ou séparée,
- 5 - Type « Toit en croupe », aussi avec une tour accolée, mais un autre mode de construction du toit.

Les bâtiments d'habitation et de station n'avaient qu'un étage, jusqu'à la station no 24a ajoutée ultérieurement, qui en avait deux. Les combles étaient aménagés et habitables. Par sections, les stations disposaient d'espaces de stockage pour les pièces détachées des installations de signalisation. D'autres disposaient d'écuries pour les chevaux avec lesquels des estafettes pouvaient parcourir des sections pour les messages urgents en cas de liaison à vue impossible ou de télégraphe endommagé. Les bâtiments étaient construits dans un style simple et fonctionnel, la forme extérieure et la méthode de construction variaient avec les matériaux disponibles localement et les techniques maîtrisées par les ouvriers : colombages avec remplissages de briques, construction en moellons, et maçonnerie en briques avec ou sans enduit. Quand on utilisait une peinture extérieure, on utilisait en règle générale des couleurs qui se détachaient sur l'environnement, pour améliorer la visibilité de la station. Outre les stations déjà mentionnées, dans le vieil observatoire astronomique de Berlin, l'église du village de Dahlem, et l'église Saint-Jean de Magdebourg, deux autres stations ont été intégrées dans des bâtiments publics ou religieux existants : 
- Station no 16 sur la tour du château d'Ampfurth,
- Station no 51 sur le clocher central de l'église Saint-Pantaléon de Cologne - le bâtiment de l'église servait alors comme église évangélique de la garnison. Ceci a permis la reconstruction du clocher, qui a vu l'élimination complète du sommet baroque du fronton du clocher et l'incorporation d'une pièce d'observation en-dessous[15].

## Exploitation
Toutes les stations de télégraphe étaient desservies par un chef télégraphiste et un aide télégraphiste, qui assuraient toute la journée, tant que la lumière était suffisante, le service du télégraphe. En exploitation normale, chaque station fonctionnait comme un relais - les messages étaient uniquement lus codés et retransmis de même. Il n'était pas prévu de déchiffrement par une station, et les messages de l'extérieur ne pouvaient pas être accueillis, chiffrés ni expédiés : cette tâche était exclusivement réservée aux expéditions du télégraphe, où des inspecteurs disposaient des codes secrets pour les dépêches d'État. Une exception était représentée par les messages d'exploitation et de service de chaque station, comprenant par exemple les signaux de synchronisation, les rapports d'état ou la communication de perturbations. Pour cela, il y avait dans chaque station un « dictionnaire pour la correspondance des télégraphistes », qui pouvait être utilisé par ces derniers.

### Codage

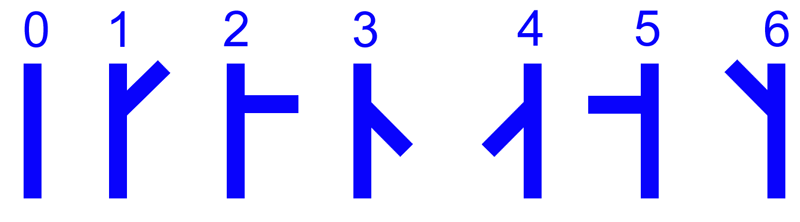
Positions de base des bras de télégraphe pour la représentation de 0–6

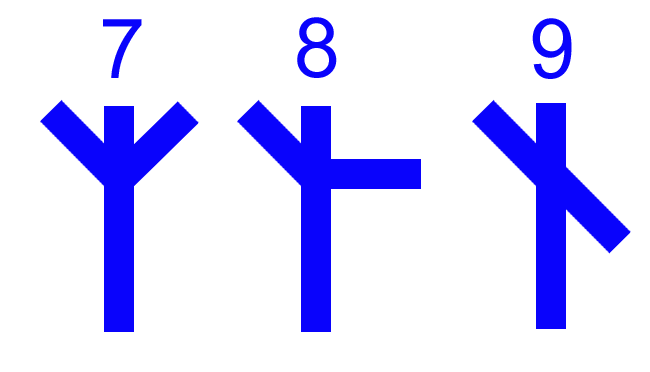
Représentation des chiffres de 7 à 9 par la combinaison de deux bras, celui de gauche en position 6, et celui de droite de 1 à 3

Avec six bras de télégraphe qui pouvaient chacun occuper quatre positions, avec les angles de : 0° (zéro, bras pendant le long du mât), 45°, 90° et 135°, il s'offrait mathématiquement la possibilité de représenter 46 = 4096 signes. Le système de codage d'O'Etzel utilisait complètement cette possibilité, en interprétant les positions des bras comme des codes de nombres de 0 à 999, ainsi qu'une série de combinaisons de deux chiffres :
Avec un des deux bras d'une paire d'indicateurs à zéro, le deuxième indicateur pouvait prendre sept positions. Ainsi, les codes des chiffres de 0 à 6 étaient représentés.
Pour la représentation des chiffres de 7 à 9, on utilisait deux indicateurs en même temps : le bras de gauche était mis en position 6, et simultanément le bras de droite était en position 1, 2 ou 3, ce qui donnait les signes 7, 8 et 9 respectivement. Par la possibilité de la représentation des chiffres de 0 à 9 pour chaque paire d'indicateurs, on pouvait représenter des nombres de 0 à 999, où la paire inférieure indiquait les centaines, l'intermédiaire les dizaines et la supérieure les unités.

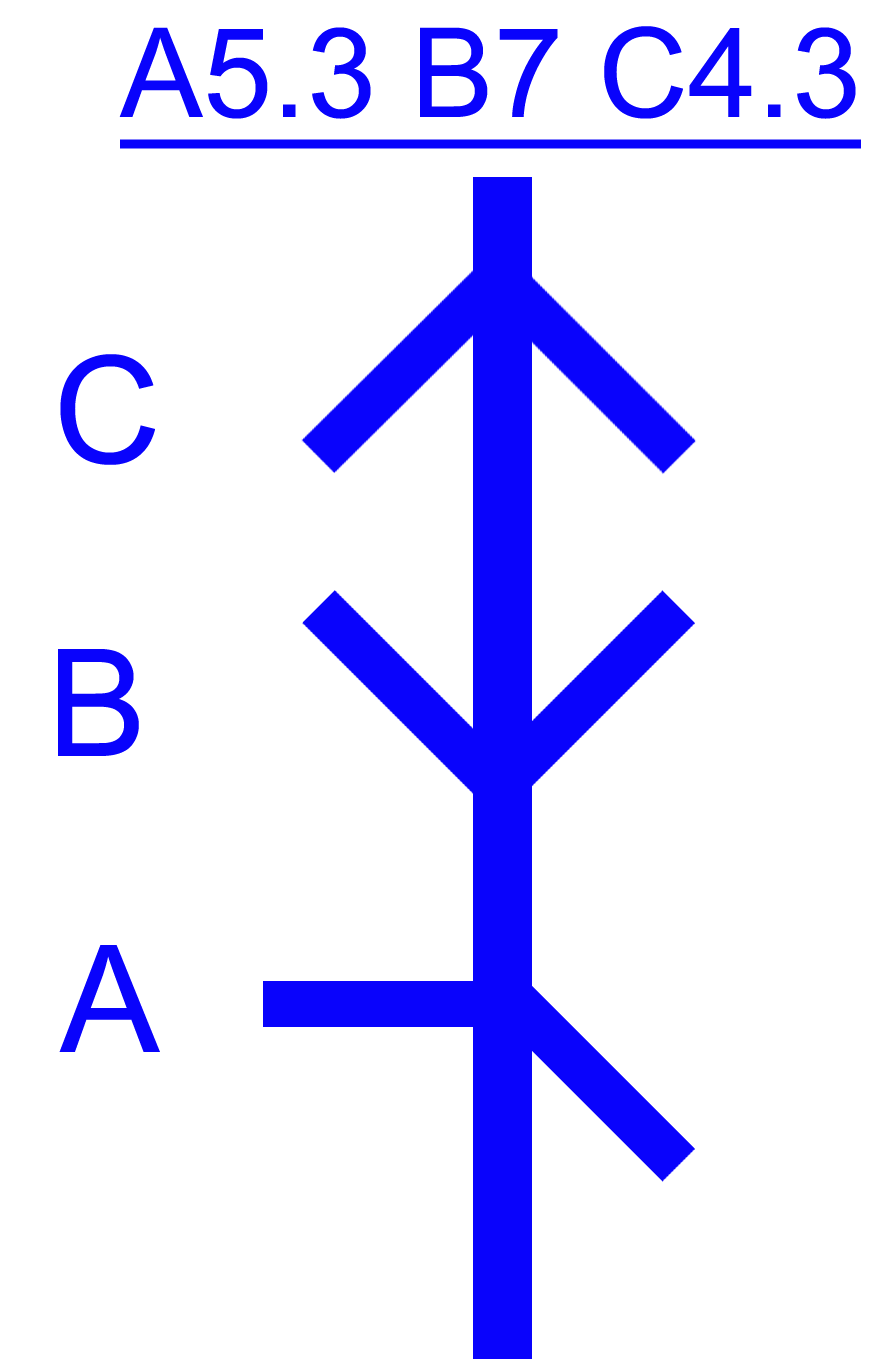
Exemple d'une combinaison complète de signes sur trois étages

En outre, il y avait des combinaisons avec deux indicateurs, où celui de droite signalisait 1, 2 ou 3, et celui de gauche 4 ou 5. Ces signes combinés étaient lus comme des chiffres doubles séparés par un point, comme « 4.1 » ou « 5.3 ». Pour signaler et lire, on désignait les trois étages avec A, B et C, de bas en haut. La notation d'une position complète de signes était énumérée par A (bas), B (milieu) et C (haut) par exemple « A5.3 B7 C4.3 ». Dans cet exemple, les bras du milieu forment le chiffre 7, tandis que les deux autres paires forment chacun une combinaison de nombres.
La lecture du codage devait être maîtrisée par les employés du télégraphe dans les deux directions opposées en miroir, puisque les signaux devaient être lus dans un sens de la station amont, et vérifiés dans l'autre sens de la station aval. Pour cela il était prescrit, et nécessaire, une initiation intensive et un exercice régulier.

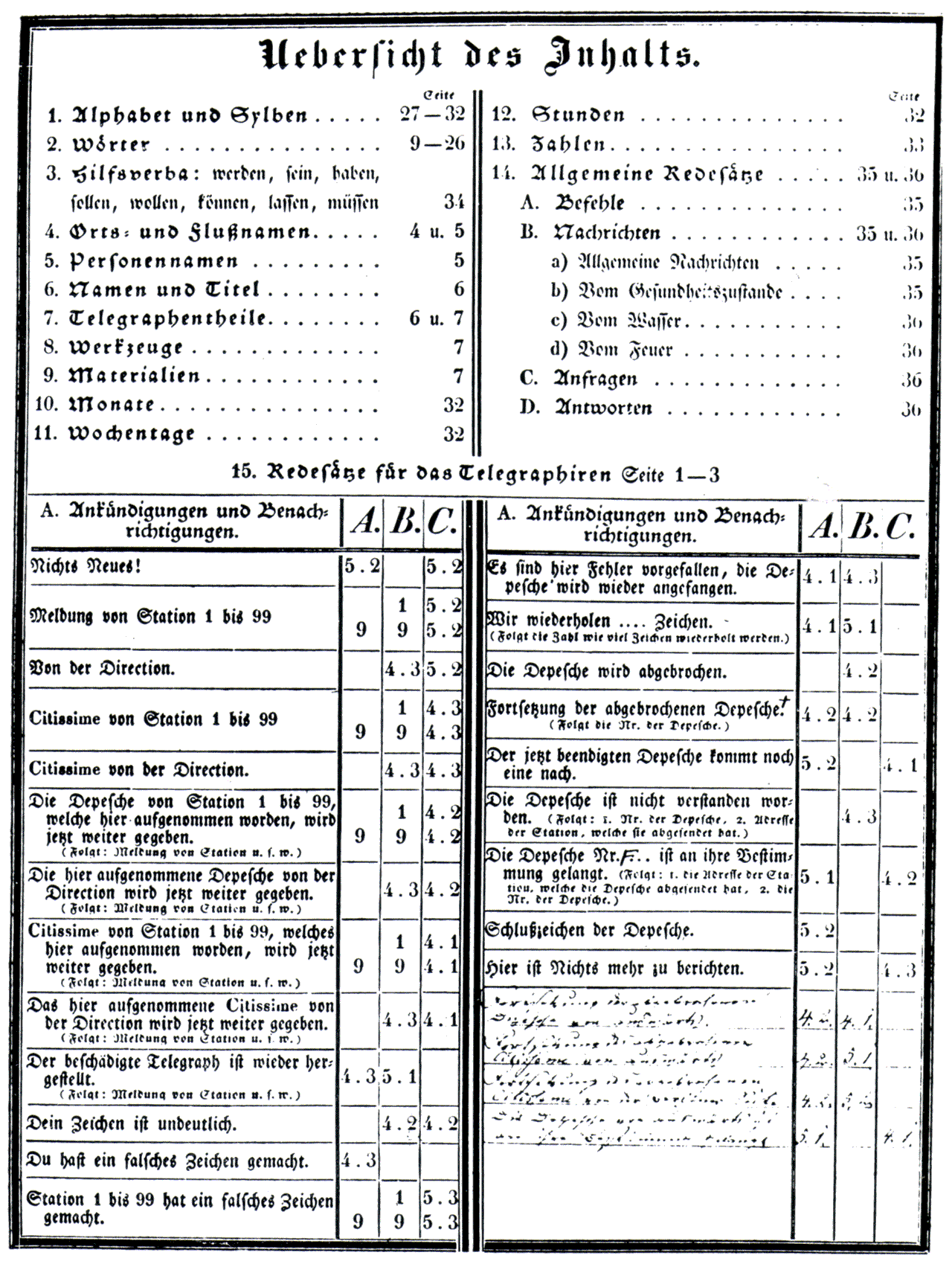
Contenu et codes du manuel du télégraphiste

Les livres de codes utilisaient des tables arrangées thématiquement pour le codage des concepts, des lettres et des chiffres. Si possible, pour le chiffrage d'un message, on utilisait des concepts correspondant à des codes, pour éviter la transmission coûteuse en temps des lettres successives - cela n'était nécessaire que pour la transmission de noms propres, ou plus rarement de concepts non contenus dans le livre de code. Si nécessaire, le texte de la dépêche était ajusté à des concepts codables sans en changer le sens. Pour économiser le temps, on éliminait du texte avant le codage les longues formules de politesse et titres de noblesse habituels dans les lettres écrites - d'ailleurs, il fallait au déchiffrage d'une dépêche rajouter un minimum d'apparat. Les messages arrivaient donc rarement mot à mot comme ils avaient été expédiés ; des raccourcis de formulations débordantes pouvaient couramment atteindre jusqu'à la moitié du texte fourni. Les ponctuations n'étaient transmises que quand elles étaient nécessaires à la compréhension de la phrase,.

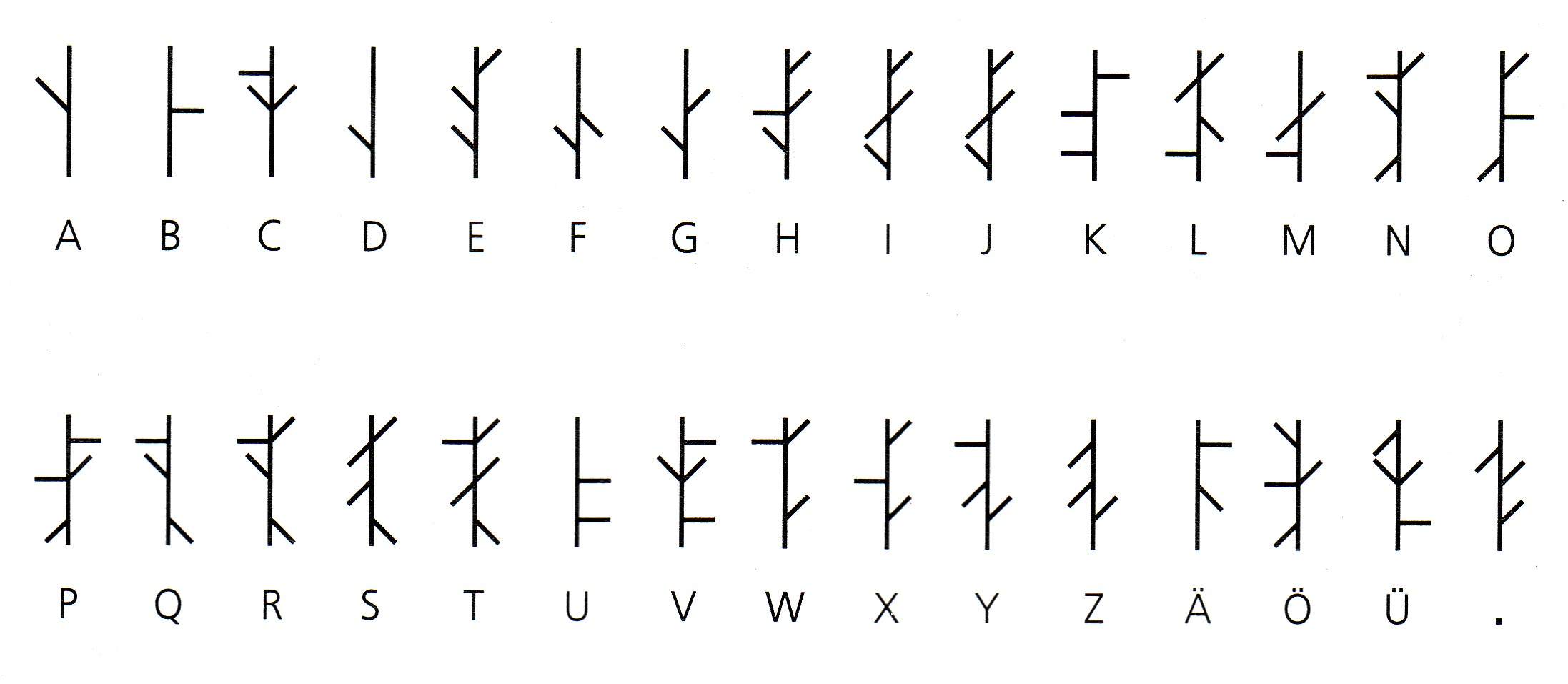
Alphabet télégraphique y compris les inflexions

### Protocole et déroulement
La transmission de dépêches et les échanges administratifs entre les stations et la direction des télégraphes étaient strictement soumis à des règles de protocole formant le deuxième chapitre des instructions pour les télégraphistes :

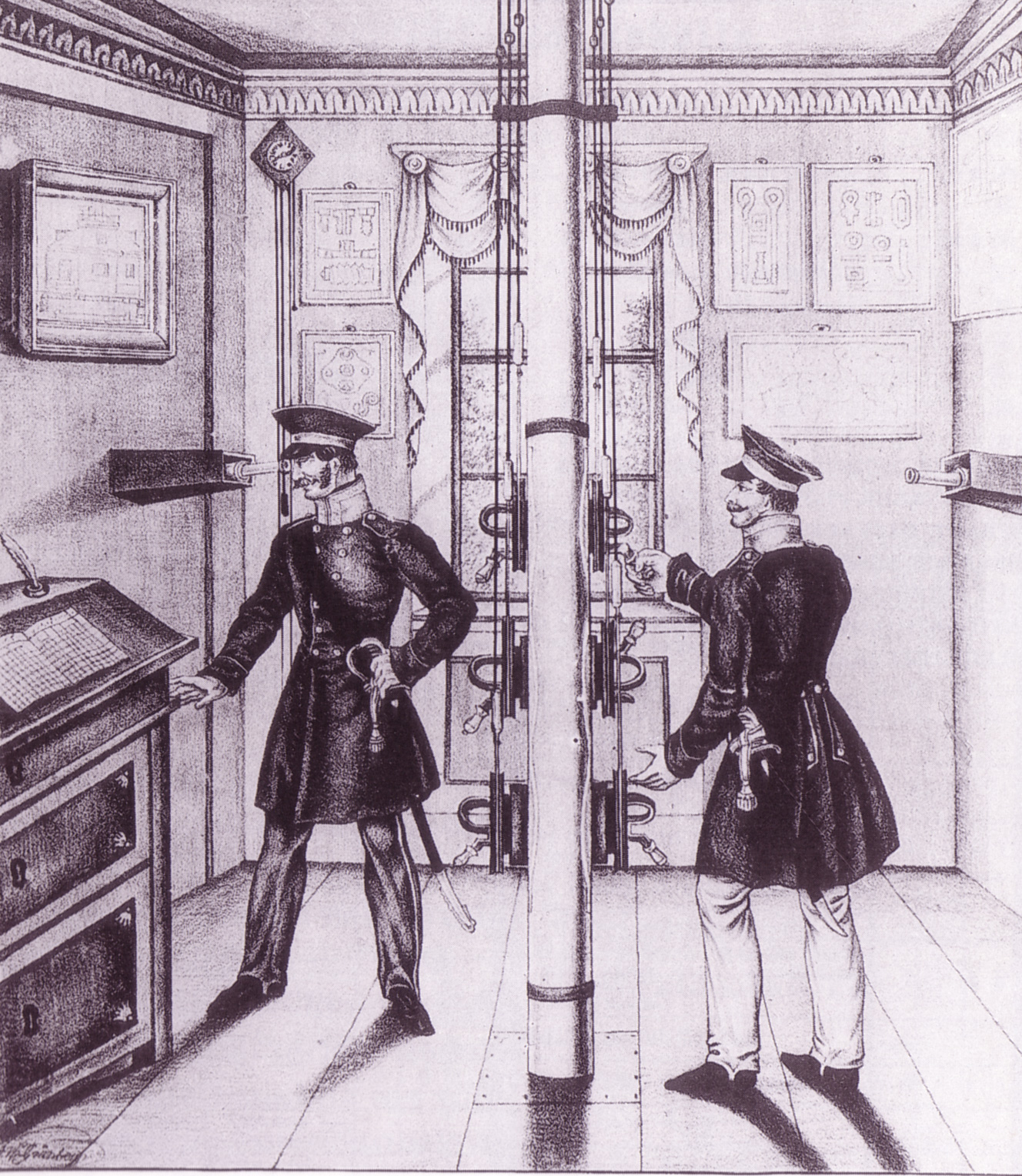
Chef télégraphiste et aide télégraphiste en train de lire et de positionner les indicateurs

- Les deux télégraphistes d'une station surveillaient à courts intervalles réguliers les deux stations voisines. En l'absence de messages, la surveillance avait lieu toutes les minutes, et pendant les phases de transmission planifiées, plusieurs fois à la minute. Une observation continue était évitée pour ne pas surmener les yeux.
- Pendant la transmission d'un message, un télégraphiste observait la station émettrice et dictait à son collègue la position du signal dans l'ordre de A vers C. Le collègue positionnait les leviers conformément et contrôlait alors la station suivante, pour voir si elle avait aussi reçu et retransmis convenablement son signal. Le signal était immédiatement inscrit dans le journal de la station.
- Chaque dépêche portait outre le texte du message des informations sur la date et l'heure du départ de l'expédition.
- Les messages urgents étaient caractérisés par le signe « B4.3 C4.3 » pour Citissime ! (latin pour : au plus vite !). Ils étaient à traiter en priorité, et en cas de panne sur une section de la ligne, à envoyer par estafette à la station en fonction la plus proche.
- Pour éviter les chevauchements, des heures de transmission d'heure en heure étaient prévues pour la transmission de messages de Coblence vers Berlin. S'il n'y avait pas de message, alors le signal « A5.2 C5.2 » (Rien de neuf) était envoyé, et les dépêches en sens inverse étaient envoyées. Les périodes d'inactivité étaient utilisées pour les messages administratifs des stations.
- Si deux messages se chevauchaient quand même en directions opposées, la procédure était aussi précisément soumise à une règle, si bien que les deux messages étaient tout d'abord enregistrés puis transmis l'un après l'autre.
- Pour tous les cas particuliers spéciaux, comme la panne d'une station, de mauvaises conditions d'observation ou des signes mal transmis, le protocole contenait des règlements de conduite et des prescriptions sur la documentation de l'incident.

Après qu'un message avait été déchiffré par le bureau d'expédition, il pouvait être transmis par estafette à son destinataire. Les expéditions disposaient dans ce but de livres d'adresses.

## Utilisation

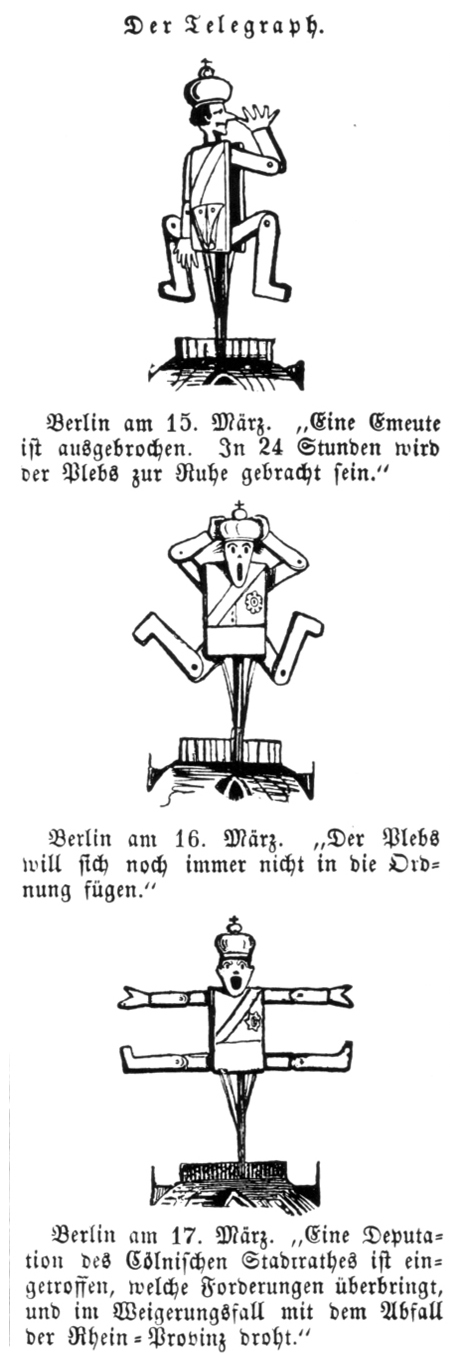
Caricature des de Fliegende Blätter sur les troubles de mars 1848.

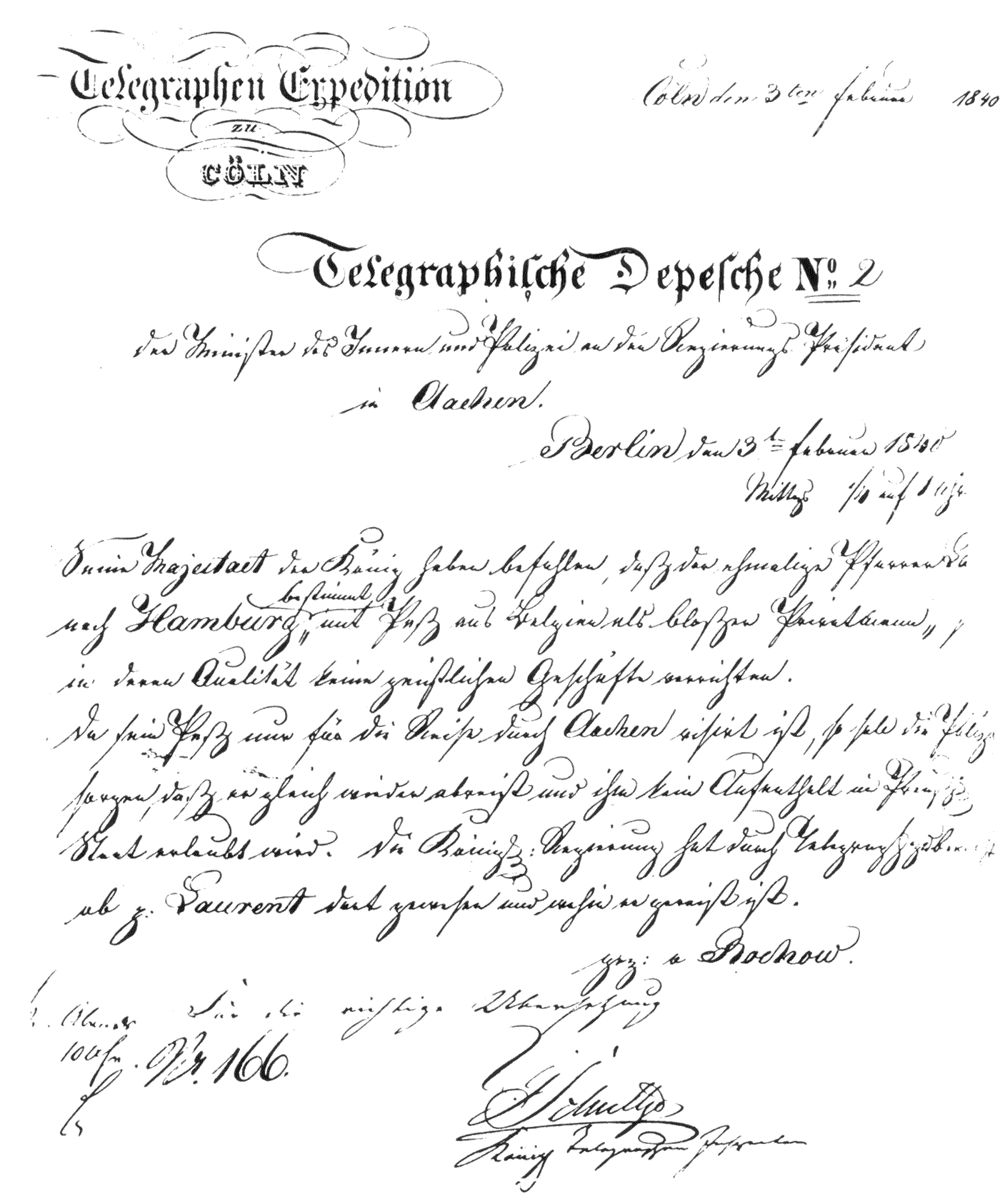
Dépêche déchiffrée et annotée du 3 février 1840

À l'origine, le fonctionnement du télégraphe optique prussien servait des objectifs étatiques - il n'était pas prévu d'utilisation privée, et ce n'était d'ailleurs qu'à peine possible pour des raisons de capacité. La demande des doyens des marchands de Berlin de 1834, de pouvoir transmettre au moins les cours de Bourse importants et les messages commerciaux a été refusée. Cependant des messages avec des nouvelles politiques ont été publiés dans le journal d'État de Prusse, dans la mesure où ils présentaient une importance pour le commerce, après accord du ministère de la guerre ainsi que du ministère de la police, et pour les affaires étrangères.
Les buts officiels de l'installation du télégraphe étaient tout d'abord exclusivement la sécurité militaire intérieure et extérieure de la Prusse. C'est seulement en 1835 que le ministère de l'intérieur et de la police a pu en partager l'utilisation. Et, encore ultérieurement, les ministères des finances et des affaires étrangères ont pu participer à l'utilisation de la ligne du télégraphe, qui est ainsi bientôt arrivée à sa limite de capacité.
Vers la fin des années 1830, il y a eu une ouverture limitée du système du télégraphe à la presse, quand on arriva à des accords avec la Kölnische Zeitung et la Rhein-Mosel Zeitung, qui recevaient certaines dépêches télégraphiques pour publication, et en échange devaient fournir au gouvernement de Berlin des informations internationales importantes par le télégraphe. Comme ces informations étaient soumises à la censure et en outre soumises à l'obligation de rapporter des faits favorables à la monarchie, cet accord n'apporta aux journaux aucun avantage réel. Les annonces explosives sur le plan politique n'étaient pas publiées, mais on mettait volontiers à la disposition des journaux des annonces insignifiantes, par exemple les voyages du roi.
Cependant, il y a une annonce télégraphique à l'avance de la révolution de Mars 1848, qui a été mise à la disposition de la Kölnische Zeitung. Le 17 mars 1848 à 17 h, un message a été envoyé de Berlin qui est arrivé à 18 h 30 au District de Cologne :
« Pendant trois soirs, la populace a envahi les rues en troupe. Les citoyens ont agi pour les calmer. Depuis hier, tout est calme, et il n'y a aucun signe de renouvellement. »
Ce message a été publié dans un numéro spécial de la Kölnische Zeitung, un jour avant que la révolution de mars n'éclate à Berlin. La chronique de la Kölnische Zeitung a commenté cette publication avec les mots suivants :
« Jusqu'à présent on avait bien vu le télégraphe étendre ses grands bras en haut du clocher, mais son travail était resté pour les gens un livre aux sept sceaux. On s'étonna, quand on a tenu dans ses mains le numéro spécial de la Kölnische Zeitung avec cette dépêche. On admira la vitesse où la chose pouvait écrire, et aussi comme elle avait mal stylisé son devoir. »
Un des rares exemples conservés d'utilisation pratique est cité par Pieper dans une instruction du ministre de l'intérieur Gustav von Rochow sur le traitement d'un curé belge nommé par le vicaire apostolique (équivalent à évêque) de Hambourg, qu'il a envoyée le 3 février 1840 aux districts de Cologne, Aix-la-Chapelle, Dusseldorf et Coblence (en traduction) :
| Original | Dépêche déchiffrée |
| --- | --- |
| Copie Dépêche télégraphique Berlin, le 2/2/1840 Le ministre de l'intérieur et de la police /v. Rochow/ aux chefs de districts de Cologne, Aix-la-Chapelle, Dusseldorf, Coblence Sa Maj. le R. ont ordonné que selon le contenu des lettres officielles au Vicaire apostolique à Hambourg le précédemment curé Laurent, qui est entré en Allemagne avec un passeport des autorités belges, qui le désigne comme particulier sans profession, en reniant sa dignité spirituelle, le 6 du mois dernier (janvier) à Aix-la-Chapelle et se serait rendu de là à Coblence via Dusseldorf, doit être traité par les autorités d'ici uniquement dans la qualité que lui confère son passeport, et qu'il ne lui soit donc pas permis d'accomplir des fonctions de service religieux ; et en outre comme le passeport n'a été visé par l'ambassade prussienne à Bruxelles que pour le voyage à Aix-la-Chapelle, il soit immédiatement empêché par la police de continuer son voyage et de toute façon forcé de quitter sans tarder les États royaux (Prusse) dans lesquels un séjour lui a été à peine accordé. Vos honneurs voudront bien, pour le cas où le nommé Laurent se trouve dans votre district ou veut y entrer, accomplir le nécessaire pour l'exécution de l'ordre précédent du tout-puissant par les voies appropriées, et faire rapport télégraphiquement ici sur la manière dont cela s'est passé et où Laurent s'en est allé de là. Berlin, le 2/2/1840 signé von Rochow Envoyé le 3/2/40 matin 9 h | Expédition du télégraphe à Cologne Cologne, le 3 février 1840 Dépêche télégraphique no 2 Le ministre de l'intérieur et de la police au président de district à Aix-la-Chapelle Berlin, le 3 février 1840 Midi (1h moins le quart) Sa Majesté le Roi ont commandé que le précédent curé Laurent, en route pour Hambourg, avec un passeport de Belgique comme simple particulier, ne doit, en une telle qualité, accomplir aucune activité religieuse. Comme son passeport n'a été visé que pour le voyage à Aix-la-Chapelle, la police doit veiller à ce qu'il s'en aille immédiatement et qu'aucun séjour dans l'État de Prusse ne lui soit permis. La direction du district doit rendre compte par télégraphe, si Laurent a été là, et où il est parti. Signé von Rochow 3/2, soir 10 h no 166 Pour une traduction correcte Schultze Inspecteur royal des télégraphes |

La comparaison des textes montre bien les étapes de retravail du message. Le télégramme envoyé par messager à 9 h du ministère de Berlin à l'expédition de la rue Dorothée a été retravaillé et chiffré en environ trois heures, jusqu'à être expédié à 12h 45 en direction de la province rhénane. Le texte télégraphié n'est plus disponible, mais même la version de Cologne de la dépêche déchiffrée et enjolivée des formules de politesse nécessaires permet de conclure sur les substantielles abréviations appliquées au texte. Après le déchiffrement à Cologne, la délivrance à l'estafette à destination d'Aix-la-Chapelle a eu lieu à 22 h, soit treize heures après l'accueil de la dépêche.

## Performances
Le temps d'activité journalier du télégraphe optique s'élevait en raison de la durée du jour à peu près à six heures en été, et à trois heures en hiver. Pour juger des capacités de performances du système, il faut distinguer entre les vitesses au niveau des signes, des correspondances et des dépêches.

### Vitesse des signes
La possibilité la plus rapide de transfert d'un signal sur toute la ligne est atteinte lors de la synchronisation des horloges des stations : par bonnes conditions, le signal de synchronisation mettait moins d'une minute, ce pourquoi il fallait la plus haute attention des employés du télégraphe et une préparation correspondante. En trafic normal de dépêches, un signe parcourait la ligne en 7,5  à   14 min. D'après les connaissances actuelles, la vitesse des signes était un peu plus faible que dans le système français.

### Vitesse des correspondances
Une station pouvait en moyenne transmettre 1,5 signe par minute. Dans des conditions extrêmement bonnes, on pouvait atteindre 2 signes par minute. Par comparaison, le télégraphe français pouvait transmettre par bonne vue presque deux fois plus de signaux à la minute, mais le système prussien comprenait un répertoire plus de vingt fois plus riche, et pouvait rattraper la vitesse au niveau des correspondances.

### Vitesse des dépêches et performance effective
On n'a plus actuellement de données sur le nombre de dépêches pouvant être envoyées quotidiennement. Les données variaient entre deux messages transmis par jour et les données du directeur des télégraphes O'Etzel, qui cite jusqu'à six messages par jour. Sur un débit de ce type d'abondance des dépêches, on a des indications au moins par les heures de transmission heure par heure, prévues dans les instructions pour les télégraphistes. Les dépêches transmises avec des indications de temps indiquent des performances de transmission très différentes, sans doute liées aux conditions météorologiques : 
- 2/2/1840 - Télégramme de 210 mots de Berlin à Cologne : 13 h
- 17/3/1848 - Télégramme de 30 mots de Berlin à Cologne : 1,5 h
- 11/8/1848 - Télégramme de 60-70 mots de Berlin à Cologne : de 20 h à 10h 30 le lendemain après interruption en raison de l'obscurité (temps du dépôt à la remise du télégramme à l'estafette à l'arrivée)[27].

Surtout, les conditions météorologiques empêchant la vue comme le brouillard, la pluie ou la neige pouvaient sensiblement détériorer la reconnaissance des positions des signaux, ou même la rendre impossible. O'Etzel lui-même décrit des interruptions du trafic télégraphique dues au mauvais temps pendant des semaines entre novembre 1840 et janvier 1841.
Dans le trafic télégraphique international, un message de Paris à Berlin, passant par le télégraphe français vers Metz, par estafette vers Coblence via Sarrebruck, puis par le télégraphe prussien vers Berlin mettait environ 30 h.

## Organisation

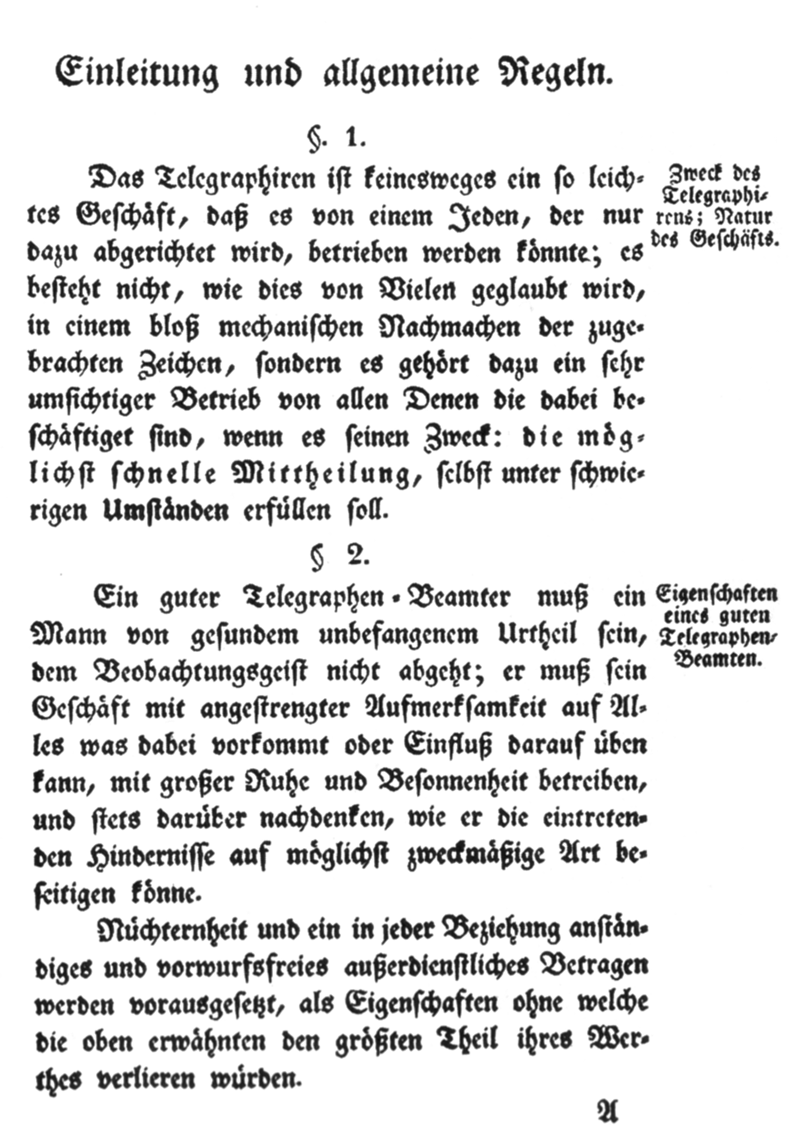
« Livre d'instructions pour les télégraphistes, » tome 1, §§ 1-2

Le corps des télégraphistes compétent pour l'exploitation de l'installation était sous les ordres du chef de l'état-major de l'armée, Johann Wilhelm von Krauseneck. Le corps a compris jusqu'à 200 employés militaires sous la direction de directeur des télégraphes royal prussien. Après que le premier directeur O'Etzel a dû soudainement quitter ce poste en 1848 pour cause de maladie, le général de division et géomètre Johann Jacob Baeyer a pris son poste pour un temps. Mais la même année, il a été remplacé par Franz August von Etzel, le fils du premier directeur du télégraphe, pendant le temps de direction duquel l'organisation de la ligne télégraphique est passée du ministère de la guerre au ministère pour le commerce, l'industrie et les travaux publics.
La surveillance générale et le contrôle de la ligne du télégraphe échoyait à deux inspecteurs supérieurs à Berlin et Coblence. La ligne elle-même était divisée en sept inspections, qui étaient responsables du trafic de sept à neuf stations.
Dans chaque station, il y avait un chef télégraphiste et un aide télégraphiste qui assuraient le service de l'installation télégraphique. Ces employés étaient en règle générale des anciens militaires, souvent des sous-officiers en demande d'emploi ou d'assistance. La condition préalable à l'embauche était, à côté d'une bonne compréhension technique, la maîtrise des techniques de l'écriture, de la lecture et du calcul. Dans la première partie de « l'instruction » pour les télégraphistes, qui décrit les tâches de l'employé du télégraphe, il est écrit en outre :
« Un bon employé du télégraphe doit être un homme de jugement sain et impartial, qui ne perd pas le sens de l'observation (…) La sobriété et un comportement convenable en toute circonstance sont un préalable, ce sont des qualités sans lesquelles ceux cités ci-dessus perdraient une grande partie de leur valeur. »
Le trafic était complété par des télégraphistes de réserve, des secrétaires et des estafettes télégraphiques.
Les conditions de service des employés en uniforme, assermentés et astreints au secret professionnel étaient vraiment attractives pour les circonstances d'alors. Outre la solde et les bonnes possibilités d'avancement au sein du corps, l'offre d'utiliser la station télégraphique comme logement pour la famille du télégraphiste suscitait aussi une forte demande pour des situations dans le corps des télégraphes.

## Relève par la télégraphie électrique

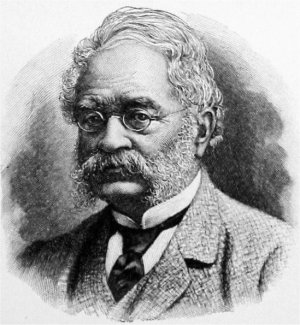
Werner von Siemens

Le télégraphe optique prussien était, malgré son énorme vitesse de transmission, comparée au transport de messages par des estafettes, une technologie chère et sensible avec une capacité de transmission très limitée. En particulier la nuit et les obstacles à la vue dus au mauvais temps en restreignaient considérablement l'usage. On rapporte aussi des obstacles tels que de nouvelles maisons ou des arbres en croissance, qui devaient chaque fois être éliminés avec difficulté et parfois avec paiement pour dommages. Un certain risque provenait aussi d'attaques sur les stations du télégraphe - une attaque sur une seule station aurait pu paralyser toute la ligne. Un cas semblable au moins est documenté, où en mai 1848 la station no 43 (Frönberg près d'Iserlohn) a été attaquée par des combattants de la liberté et endommagée. La survenue d'un procédé moins sensible, plus rapide et plus performant signifiait l'adieu à la télégraphie optique.
À partir de 1833, Wilhelm Eduard Weber, Carl Friedrich Gauss et Carl August von Steinheil ont expérimenté avec une technique de télégraphe électromécanique. Inspiré par ces essais, le directeur des télégraphes de Prusse O'Etzel a conduit à partir de 1837 des premiers essais avec cette technologie, tout d'abord en privé. La même année, Samuel Morse développait aux États-Unis son télégraphe enregistreur.
Une première ligne d'essai assez longue approuvée par le gouvernement a été construite en Prusse en 1846. Le long de la ligne de chemin de fer de Berlin à Potsdam, on a installé au-dessus du sol une liaison à deux fils. O'Etzel avait la présidence de la « commission pour la réalisation d'essais avec des télégraphes électromécaniques. » À titre d'essai, il incorpora aussi l'appareillage électromécanique dans la ligne du télégraphe optique. Jusqu'en 1848, on a testé dans les essais les divers appareils de télégraphie disponibles, le télégraphe enregistreur de Morse, le télégraphe à aiguille d'August Kramer (de) et Werner von Siemens. C'est le télégraphe à aiguille qui a gagné le concours lancé par la commission, et il a été installé sur la ligne de télégraphe électromécanique nouvellement construite entre Berlin et Francfort-sur-le-Main, ainsi qu'entre Berlin et Cologne. Cette dernière ligne utilisait la ligne d'essai jusqu'à Potsdam, puis allait à Cologne en souterrain. Avec son ouverture le 1er juin 1849, l'exploitation du télégraphe optique sur le même parcours a été arrêté. Le télégraphe électromécanique a été d'abord prolongé de Cologne vers Aix-la-Chapelle ; ce trajet était terminé en août 1849. Entre Cologne et Coblence, on a continué l'exploitation du télégraphe optique jusqu'en 1852. Le 12 octobre 1852, le télégraphe électromécanique a commencé son exploitation aussi sur ce parcours, et a remplacé la dernière section du télégraphe optique prussien.

## État actuel

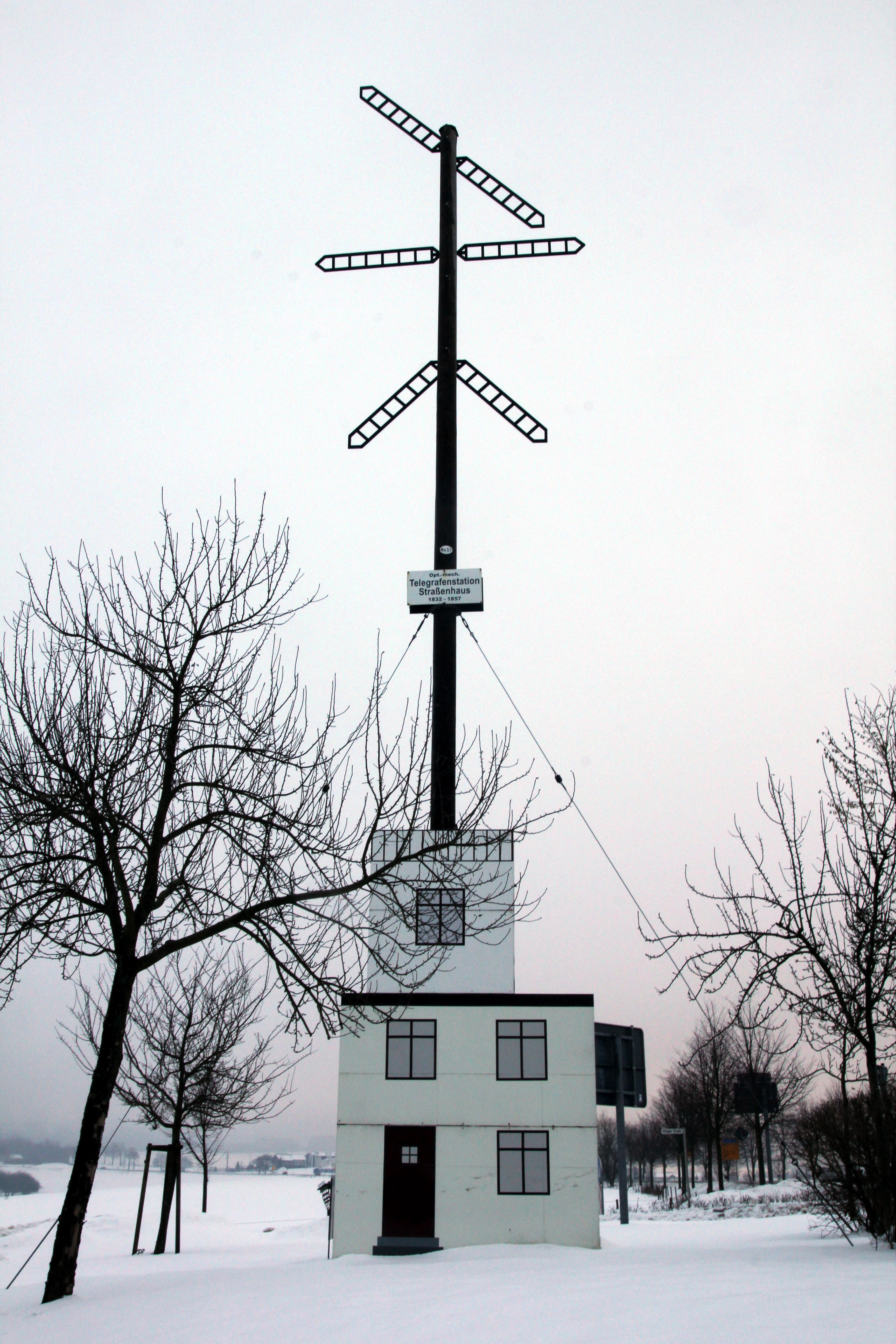
Reconstruction symbolique à Straßenhaus

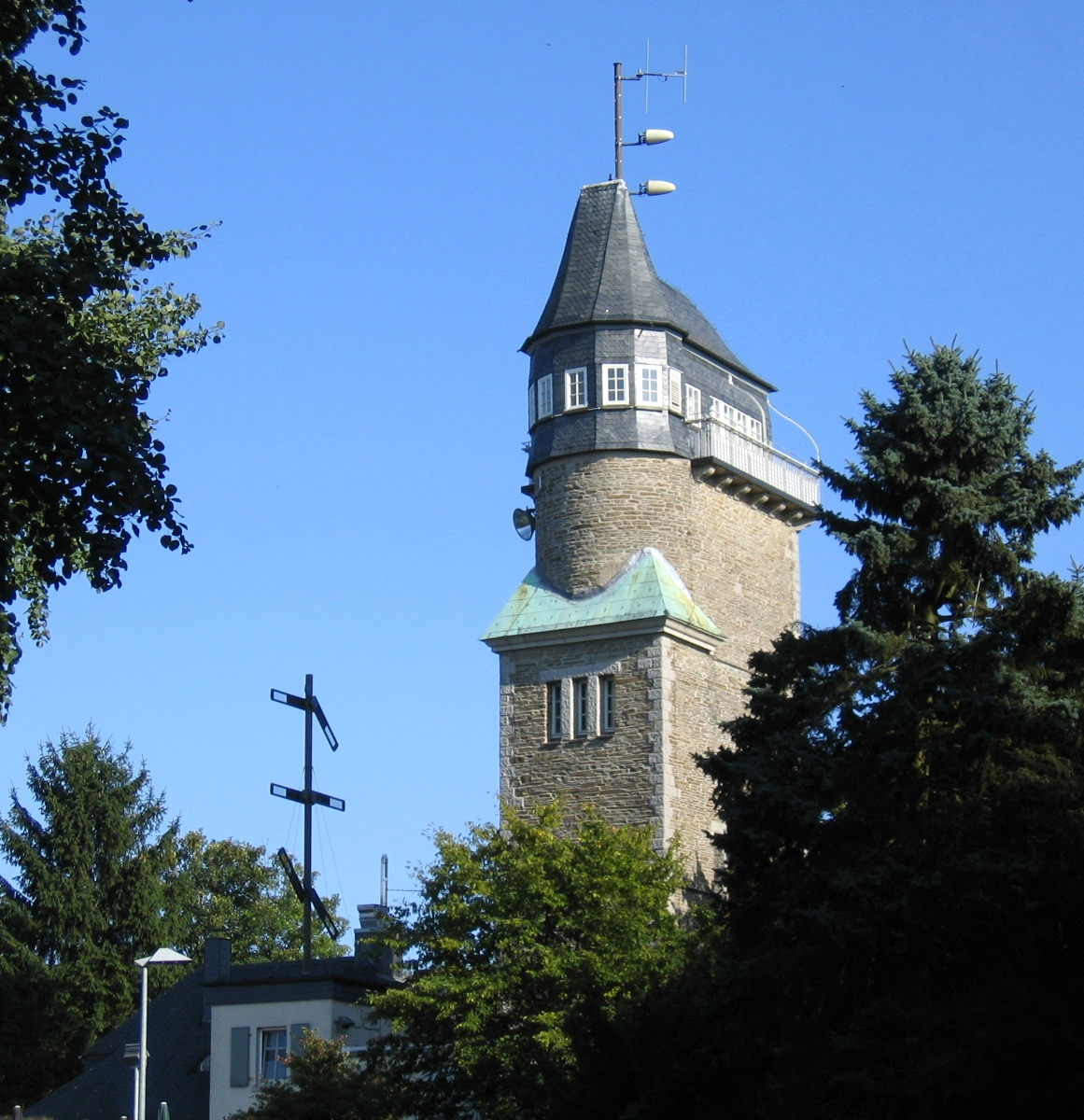
Installation reconstruite de télégraphe optique (à g.) à Iserlohn près du Danzturm

Après la fermeture de la ligne du télégraphe, les stations ont été pour la plupart vendues. Beaucoup ne sont plus là maintenant, démolies, incendiées ou victimes de la guerre, d'autres ont été transformées en maisons d'habitation ou en auberges. Une maison à colombages de la station no 33 à Altenbeken a été déménagée à un autre endroit. À bien des endroits, seuls des noms de rue rappellent la présence de stations passées, comme « Au télégraphe » ou « Grande rue du télégraphe. » Pas une seule station n'est conservée actuellement dans son état original, et il n'existe même pas d'original d'une installation de signalisation. Certaines stations et mâts ont été reconstruits, parfois seulement symboliquement. Il y a par exemple à Straßenhaus un modèle simplifié à l'échelle 1:1 de l'ancienne station du télégraphe, avec une installation symbolique des indicateurs - remarquablement, la commune porte une station télégraphique stylisée dans ses armes. Aussi à Iserlohn, le mât de la station no 43 a été reconstruit avec une installation avec les indicateurs. Des reconstructions ou restaurations plus ou moins fidèles historiquement et techniquement existent :
- La « communauté d'intérêts du télégraphe no 4 » a érigé sur la colline du télégraphe à Potsdam, lieu de la station no 4, la reconstruction d'une installation de signalisation sous forme d'un mât isolé avec des indicateurs, qui peuvent être manœuvrés du sol[36].
- Près de l'ancienne station no 11 à Ziegelsdorf a été érigé en 2011 un télégraphe factice avec un mât de 9 m fonctionnel. En outre, il y a des tableaux d'informations sur la ligne du télégraphe, et l'association folklorique Grabow offre sur rendez-vous des visites guidées[37].
- À Am Großen Bruch/Neuwegersleben - la station no 18 construite en moellons était déjà tombée en ruines - il n'y avait plus que les soubassements. Elle a été reconstruite sur le plan de l'original, équipée d'un mât de signaux reconstruit de manière contemporaine. La station peut être visitée comme un musée[38].
- La station no 30 sur le Hungerberg près de Marienmünster-Vörden a été démolie au milieu du XIXe siècle ; sur son soubassement a été édifiée une chapelle mariale consacrée en 1852. En mai 2008, une tour d'observation a été construite à environ 30 m de la position originale de la station. La construction en mélèze de 26 m de haut porte un mât de signalisation symbolique en position « H » pour Hungerberg[39].
- À Nieheim-Entrup, on élève en avril 2012 à la place de la station no 31 qui n'existe plus, une tour d'observation sur le Lattberg, à 231 m d'altitude munie d'un télégraphe au sommet. Ainsi on doit refermer la ligne de liaison optique entre la tour d'observation de la station no 30 et la station no 32 reconstruite[40].
- À Nieheim-Oeynhausen, la station no 32 a été reconstruite à l'initiative de l'association folklorique d'Oeynhausen sur l'ancien soubassement dans les années 1983-1984. On peut la visiter[41].
- La station no 50 à Cologne-Flittard a été reconstruite dès les années 1960. Elle possédait dans l'original[42],[43],[44] une tour de quatre étages intégrée dans une maison d'habitation. Après l'abandon de la ligne du télégraphe, elle a été raccourcie de deux étages. Le bâtiment est largement tombé en ruine, surtout après la seconde Guerre mondiale. Entre 1964 et 1971, elle a été reconstruite avec le soutien de la chambre de commerce et d'industrie de la ville de Cologne, et munie d'un mât de signalisation confectionné par l'atelier-école d'un centre d'amélioration des chemins de fer. La chambre d'observation a été équipée conformément à l'époque, mais par économie, les longues-vues ont été remplacées par des factices, et le poêle indispensable pour le fonctionnement en hiver a été supprimé. En outre, un seul des étages démolis a été reconstruit, si bien que l'installation n'atteignait plus la hauteur originale. L'installation des signaux se rapproche dans la construction de l'original, sauf que la position zéro des indicateurs pointe vers le haut au lieu de vers le bas le long du mât[42]. La station a été exploitée sous la supervision du musée de la ville de Cologne, comme antenne, et « plus petit musée de Cologne. » La famille qui habitait la maison en bail héréditaire a pris la surveillance sur place. L'antenne a été fermée en 2005 par économie, et la station télégraphique n'est accessible au public qu'à l'occasion de la journée portes ouvertes[45]. Après la fermeture, le musée de la ville a débarrassé la salle d'observation aménagée en musée. Le locataire d'alors, devenu propriétaire du bâtiment, a complètement refait et rendu fonctionnel en 2006 le mât et l'installation des signaux. La station télégraphique fait partie aujourd'hui du sentier culturel Stammheim – Flittard – Kunstfeld, et porte un tableau adéquat.

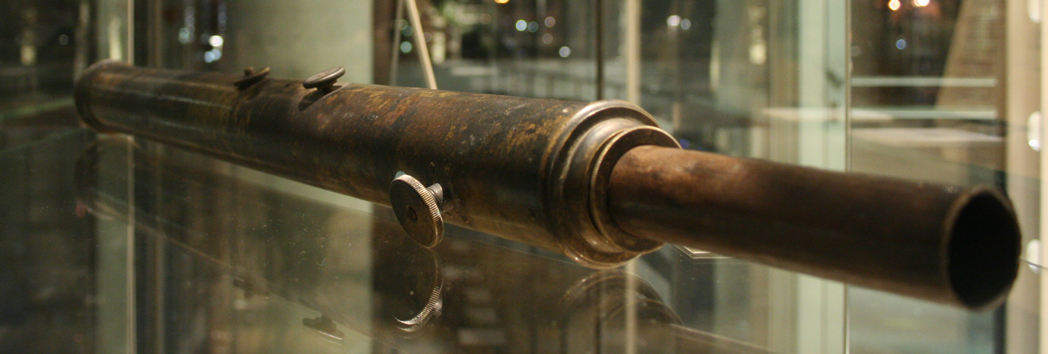
La dernière longue-vue de Pistor conservée

Les représentations contemporaines dans l'art, les tableaux de présentation, les modèles fonctionnels, les représentations multimedia et les pièces détachées originales de télégraphe sont exposées actuellement dans de nombreux musées : le petit musée de la Börde à Burg Ummendorf possède l'indicateur original de la station no 16 (Château d'Ampfurth) et a consacré au télégraphe l'exposition spéciale « Des paroles ailées à travers l'arrondissement de la Börde » du 1er février au 11 mars 2007. En outre, le Musée allemand des techniques de Berlin, le Musée de la communication de Francfort-sur-le-Main ou le Musée de la communication de Berlin traitent du télégraphe optique prussien. Le musée de la communication de Berlin expose un indicateur original, dont on ne connaît pas l'origine. À Francfort, on peut voir une longue-vue originale de Pistor en provenance de la station no 45 près de Breckerfeld, le seul exemplaire conservé de ce type.

## Liste des stations
En automne 2012 le livre La ligne télégraphique prussienne Berlin-Coblence, livre du télégraphe III, édité par Manfred Menning et Andreas Hendrich, avec pour la première fois une liste exacte recherchée et localisée de toutes les 62 stations. Dans la préface, Menning désignait les travaux pionniers de Herbarth (1978) et de Beyer et Matthis (1995) par livre du télégraphe I et II.
Voir carte du parcours de la ligne
|     | Emplacement (État)                                                     | Commune actuelle (quartier)      | Coordonnées                       | Altitude | Distance à la station suivante | Image |
| --- | ---------------------------------------------------------------------- | -------------------------------- | --------------------------------- | -------- | ------------------------------ | ----- |
| 1   | Observatoire de Berlin in der Dorotheenstraße in Berlin-Dorotheenstadt | Berlin (Mitte)                   | 52° 31′ 10″ N, 13° 23′ 26″ E      | 34 m     | 9,8 km                         |       |
| 2   | Église de Dahlem (act. Dorfkirche)                                     | Berlin (Dahlem)                  | 52° 27′ 30″ N, 13° 17′ 11″ E      | 51 m     | 11,7 km                        |       |
| 3   | Schäferberg am Wannsee - act. émetteur de Wannsee-Schäferberg          | Berlin (Wannsee)                 | 52° 25′ 03″ N, 13° 07′ 40″ E      | 98 m     | 6 km                           |       |
| 4   | Telegrafenberg - act. Parc des sciences A. Einstein                    | Potsdam (Babelsberg)             | 52° 22′ 50″ N, 13° 03′ 51″ E      | 96 m     | 12,2 km                        |       |
| 5   | Fuchsberg à Glindow                                                    | Werder (Havel) (Glindow)         | 52° 22′ 00″ N, 12° 53′ 08″ E      | 69 m     | 12,3 km                        |       |
| 6   | Schenkenberg / Jeserig                                                 | Gross Kreutz (Jeserig)           | 52° 23′ 30,6″ N, 12° 42′ 36,5″ E  | 56 m     | 11,3 km                        |       |
| 7   | Marienberg/Brandebourg-sur-la-Havel                                    | Brandebourg-sur-la-Havel         | 52° 24′ 55,2″ N, 12° 32′ 52,5″ E  | 69 m     | 10,3 km                        |       |
| 8   | Mühlenberg en Möser                                                    | Kirchmöser                       | 52° 22′ 05,4″ N, 12° 25′ 07,8″ E  | 61 m     | 8,9 km                         |       |
| 9   | à l'ouest de Zitz s. Steinbergerg                                      | Zitz / Rosenau                   | 52° 19′ 36,8″ N, 12° 18′ 25,9″ E  | 61 m     | 13,3 km                        |       |
| 10  | au sud de Dretzel                                                      | Genthin (Dretzel)                | 52° 17′ 57″ N, 12° 07′ 05″ E      | 61 m     | 10,3 km                        |       |
| 11  | au nord-ouest de Ziegelsdorf                                           | Möckern Ziegelsdorf              | 52° 16′ 11,2″ N, 11° 57′ 13″ E    | 65 m     | 11,4 km                        |       |
| 12  | Kapaunberg / Schermen                                                  | Möser (Schermen)                 | 52° 13′ 07,7″ N, 11° 49′ 51,6″ E  | 102 m    | 9,8 km                         |       |
| 13  | Telegrafenberg au s. de Biederitz                                      | Biederitz                        | 52° 09′ 50,5″ N, 11° 43′ 08″ E    | 50 m     | 6,5 km                         |       |
| 14  | Église St Jean de Magdebourg                                           | Magdebourg                       | 52° 07′ 51″ N, 11° 38′ 27″ E      | 54 m     | 11,5 km                        |       |
| 15  | Fuchsberg à Hohendodeleben                                             | Wanzleben-Börde (Hohendodeleben) | 52° 05′ 38″ N, 11° 29′ 03″ E      | 135 m    | 12,2 km                        |       |
| 16  | Château d'Ampfurth                                                     | Oschersleben (Bode) (Ampfurth)   | 52° 03′ 46″ N, 11° 18′ 51″ E      | 125 m    | 7,2 km                         |       |
| 17  | Spitzberg à Groß-Oschersleben                                          | Oschersleben (Bode)              | 52° 02′ 47″ N, 11° 12′ 44″ E      | 128 m    | 7,4 km                         |       |
| 18  | Keutenberg–Neuwegersleben                                              | Am Großen Bruch (Neuwegersleben) | 52° 02′ 28,8″ N, 11° 06′ 16,3″ E  | 99 m     | 12,3 km                        |       |
| 19  | Auf dem Telegrafenberg à Pabsdorf                                      | Huy (Pabstorf)                   | 52° 02′ 26″ N, 10° 55′ 29″ E      | 116 m    | 14,6 km                        |       |
| 20  | Veltheim am Fallstein                                                  | Osterwieck (Veltheim)            | 52° 02′ 06″ N, 10° 42′ 45″ E      | 147 m    | 8 km                           |       |
| 21  | Auf dem Berg ouest de Hornburg                                         | Hornburg                         | 52° 01′ 41″ N, 10° 35′ 52″ E      | 116 m    | 5,5 km                         |       |
| 22  | Heiligengraben à Schladen (Hanovre)                                    | Schladen                         | 52° 01′ 31,4″ N, 10° 32′ 32″ E    | 138 m    | 6,5 km                         |       |
| 23  | Stobenberg lès Liebenburg (Hanovre)                                    | Liebenburg                       | 52° 00′ 30″ N, 10° 25′ 31″ E      | 232 m    | 16 km                          |       |
| 24  | Osterkopf du sud (Brunswick)                                           | Hahausen                         | 51° 57′ 17,5″ N, 10° 12′ 31,2″ E  | 320 m    | 10,7 km                        |       |
| 24a | Altgandersheim/Mechtshausen (Brunswick)                                | Seesen (Mechtshausen)            | 51° 55′ 35,5″ N, 10° 03′ 35,8″ E  | 281 m    | 11 km                          |       |
| 25  | Hohe Egge à Einbeck-Naensen (Brunswick)                                | Einbeck (Naensen)                | 51° 53′ 51,5″ N, 9° 54′ 19,8″ E   | 393 m    | 11,4 km                        |       |
| 26  | Elfas à Eimen (Brunswick)                                              | Eimen (Mainzholzen)              | 51° 52′ 32,7″ N, 9° 44′ 38,7″ E   | 393 m    | 7 km                           |       |
| 27  | Holzberg lès Heinade (Brunswick)                                       | Heinade                          | 51° 51′ 30,2″ N, 9° 38′ 45,7″ E   | 398 m    | 8,7 km                         |       |
| 28  | Burgberg lès Bevern (Brunswick)                                        | Bevern                           | 51° 52′ 36,6″ N, 9° 31′ 21,2″ E   | 356 m    | 13,5 km                        |       |
| 29  | Telegraphenberg: 1 km SE du sommet de Köterberg (Lippe)                | Lügde (Köterberg)                | 51° 50′ 50,5″ N, 9° 19′ 59,3″ E   | 348 m    | 7,7 km                         |       |
| 30  | Hungerberg bei Vörden                                                  | Marienmünster (Vörden)           | 51° 49′ 44,9″ N, 9° 13′ 29,8″ E   | 324 m    | 5,9 km                         |       |
| 31  | Lattberg lès Entrup                                                    | Nieheim (Entrup)                 | 51° 49′ 46″ N, 9° 08′ 23″ E       | 231 m    | 6,8 km                         |       |
| 32  | "Auf der Findstelle" à Oeynhausen                                      | Nieheim (Oeynhausen)             | 51° 47′ 39,7″ N, 9° 03′ 22,1″ E   | 303 m    | 6,36 km                        |       |
| 33  | Rehberg lès Altenbeken                                                 | Altenbeken                       | 51° 46′ 12″ N, 8° 58′ 21″ E       | 374 m    | 7,03 km                        |       |
| 34  | Brocksberg près de Schwaney                                            | Altenbeken (Schwaney)            | 51° 43′ 23″ N, 8° 54′ 16″ E       | 368,1 m  | 7,9 km                         |       |
| 35  | Dörenhagen - Steinheimer Knick                                         | Borchen (Dörenhagen)             | 51° 39′ 33″ N, 8° 51′ 22″ E       | 334 m    | 11,9 km                        |       |
| 36  | Am Telegraph, Helmern (Bad Wünnenberg)                                 | Bad Wünnenberg (Helmern)         | 51° 33′ 56,43″ N, 8° 46′ 25,69″ E | 384 m    | 7 km                           |       |
| 37  | Au SO de la maison forestière Telegraf à Haaren                        | Bad Wünnenberg (Haaren)          | 51° 32′ 54,1″ N, 8° 40′ 27″ E     | 380 m    | 14,3 km                        |       |
| 38  | Am Telegrafen/Stumpfe Warte, O de Rüthen-Kneblinghausen                | Rüthen (Kneblinghausen)          | 51° 30′ 07″ N, 8° 29′ 01″ E       | 388 m    | 10,6 km                        |       |
| 39  | Lange Hecke/Anhöhe, SE de Uelde                                        | Anröchte (Uelde)                 | 51° 30′ 30,3″ N, 8° 19′ 21″ E     | 334 m    | 11,5 km                        |       |
| 40  | Stockum, Bischofs Haar                                                 | Möhnesee (Echtrop)               | 51° 30′ 09,3″ N, 8° 09′ 24,5″ E   | 295 m    | 13 km                          |       |
| 41  | "Am Telegraf"                                                          | Ense (Höingen)                   | 51° 28′ 58,3″ N, 7° 58′ 20″ E     | 262 m    | 10,4 km                        |       |
| 42  | Noltenkopf lès Menden                                                  | Menden (Schwitten)               | 51° 27′ 30″ N, 7° 49′ 39″ E       | 275 m    | 14,4 km                        |       |
| 43  | Fröndenberg/Iserlohn près de Danzturm                                  | Iserlohn                         | 51° 21′ 47,8″ N, 7° 41′ 12,1″ E   | 385 m    | 7,5 km                         |       |
| 44  | Viehkopf à Veserde près de Wiblingwerde                                | Nachrodt-Wiblingwerde (Veserde)  | 51° 19′ 25,7″ N, 7° 35′ 54,3″ E   | 425 m    | 12,6 km                        |       |
| 45  | Wengeberg près de Breckerfeld                                          | Breckerfeld                      | 51° 14′ 51″ N, 7° 27′ 54″ E       | 440 m    | 8,9 km                         |       |
| 46  | Dans la Telegraphenstr                                                 | Radevormwald                     | 51° 12′ 33,5″ N, 7° 21′ 13,4″ E   | 380 m    | 10,3 km                        |       |
| 47  | Rattenberg lès Buchholzen                                              | Wermelskirchen (Buchholzen)      | 51° 08′ 21,8″ N, 7° 15′ 23,1″ E   | 325 m    | 12,7 km                        |       |
| 48  | "Am Telegraf" à Strasserhof lès Odenthal                               | Odenthal (Blecher)               | 51° 03′ 52,7″ N, 7° 07′ 11,5″ E   | 202 m    | 7,1 km                         |       |
| 49  |                                                                        | Leverkusen (Schlebusch)          | 51° 01′ 32″ N, 7° 02′ 29″ E       | 64 m     | 5,2 km                         |       |
| 50  | Musée, Egonstraße                                                      | Cologne (Flittard)               | 50° 59′ 45,6″ N, 6° 58′ 56,6″ E   | 46 m     | 8,6 km                         |       |
| 51  | Sur St Pantaléon, sud de Cologne                                       | Cologne                          | 50° 55′ 43″ N, 6° 56′ 52″ E       | 51 m     | 10,4 km                        |       |
| 52  | Entre Zündorf et Langel                                                | Cologne (Zündorf)                | 50° 51′ 32,3″ N, 7° 01′ 49,7″ E   | 52 m     | 9,3 km                         |       |
| 53  | Maison forestière du Télégraphe                                        | Troisdorf                        | 50° 49′ 53,9″ N, 7° 09′ 08,5″ E   | 129 m    | 12,5 km                        |       |
| 54  | Söven, bord N de Hennef/Geistingen                                     | Hennef (Geistingen)              | 50° 45′ 09″ N, 7° 16′ 49″ E       | 191 m    | 10,7 km                        |       |
| 55  | Sauerwiese à Buchholz                                                  | Buchholz (Sauerwiese)            | 50° 40′ 49,1″ N, 7° 22′ 45″ E     | 284 m    | 9,1 km                         |       |
| 56  | Manroth à Bertenau                                                     | Neustadt (Bertenau)              | 50° 36′ 36,2″ N, 7° 26′ 44,2″ E   | 350 m    | 9,2 km                         |       |
| 57  | Straßenhaus / Jahrsfeld                                                | Straßenhaus                      | 50° 32′ 28,5″ N, 7° 30′ 58,9″ E   | 370 m    | 5,4 km                         |       |
| 58  | Berg près d'Anhausen                                                   | Anhausen                         | 50° 30′ 04,7″ N, 7° 33′ 35″ E     | 348 m    | 5 km                           |       |
| 59  | Au N de Sayn                                                           | Bendorf (Sayn, Stromberg)        | 50° 27′ 33,3″ N, 7° 35′ 06,6″ E   | 310 m    | 10,2 km                        |       |
| 60  | Forteresse d'Ehrenbreitstein                                           | Coblence (Ehrenbreitstein)       | 50° 22′ 14″ N, 7° 37′ 04″ E       | 184 m    | 2,1 km                         |       |
| 61  | Château des Princes-Électeurs (Coblence), aile S, près du Rhin         | Coblence                         | 50° 21′ 18″ N, 7° 36′ 08″ E       | 71 m     | -                              |       |